# 寶林邨

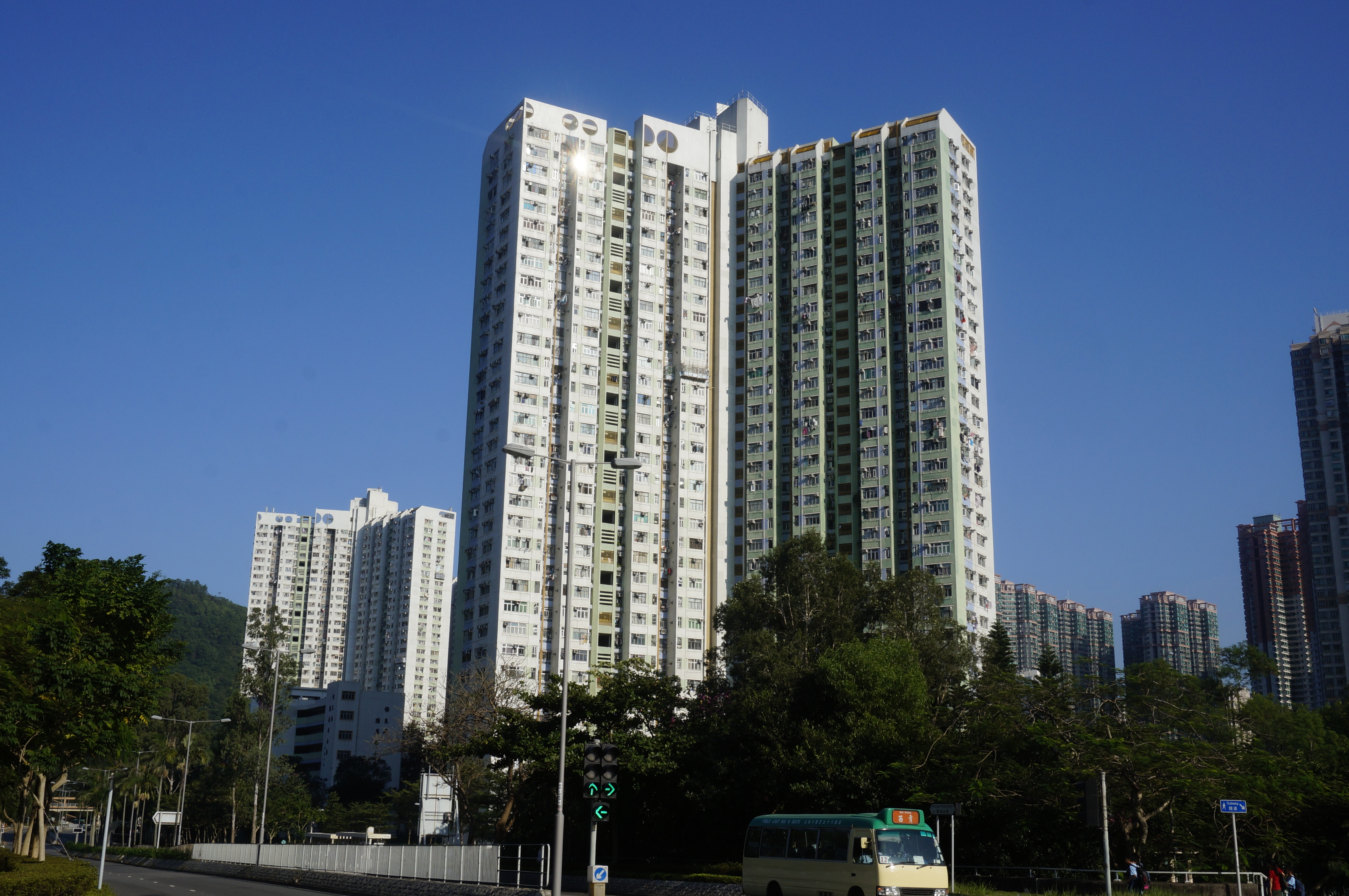
寶林邨樓宇外貌

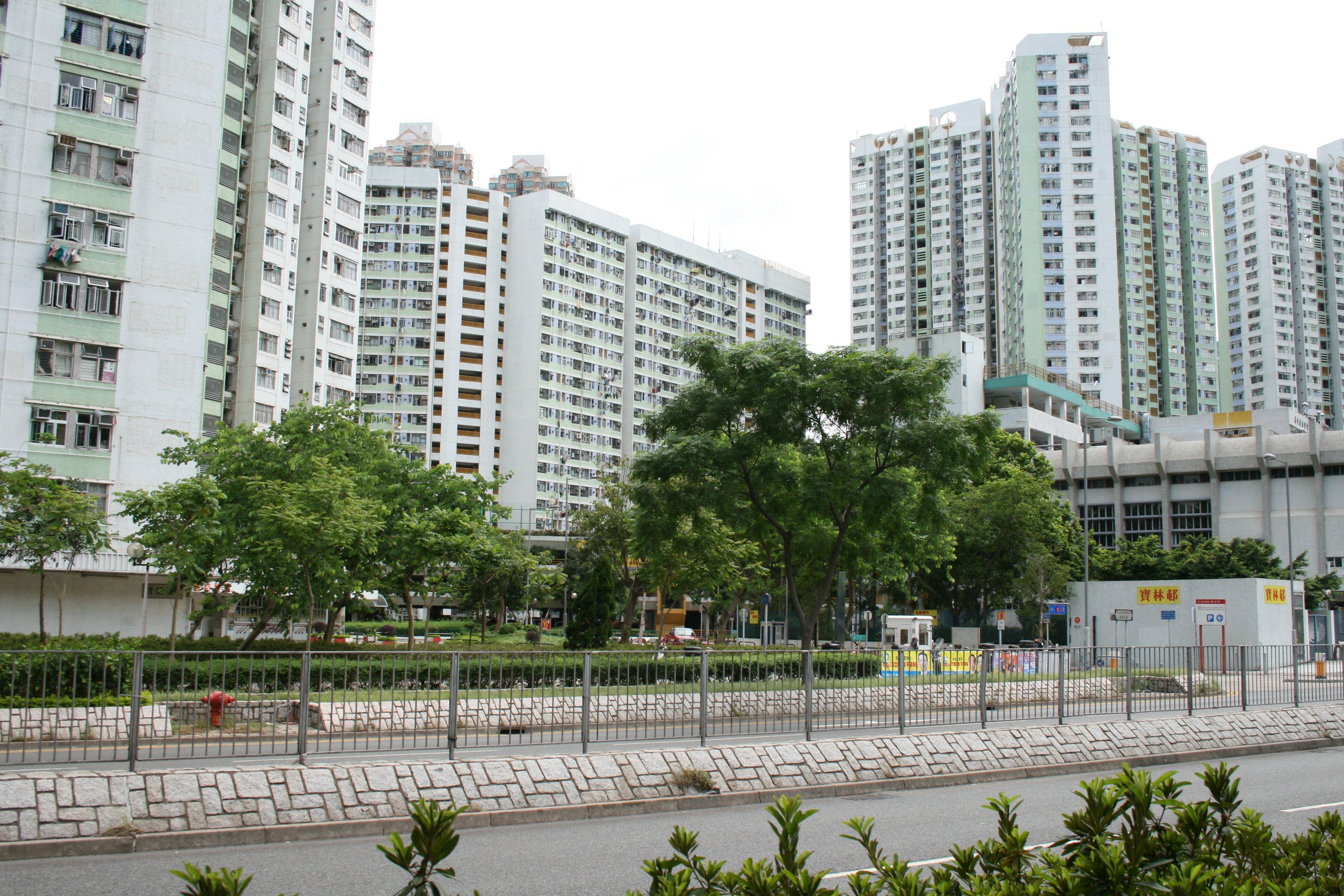
寶林邨樓宇外貌

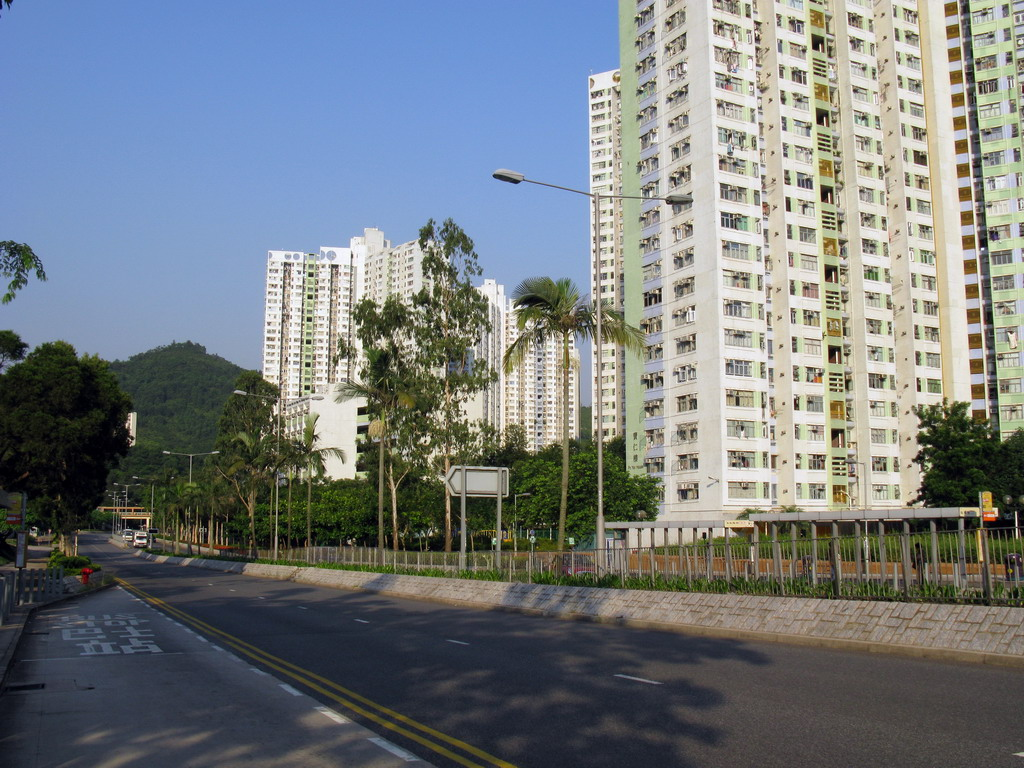
從寶琳路觀望寶林邨

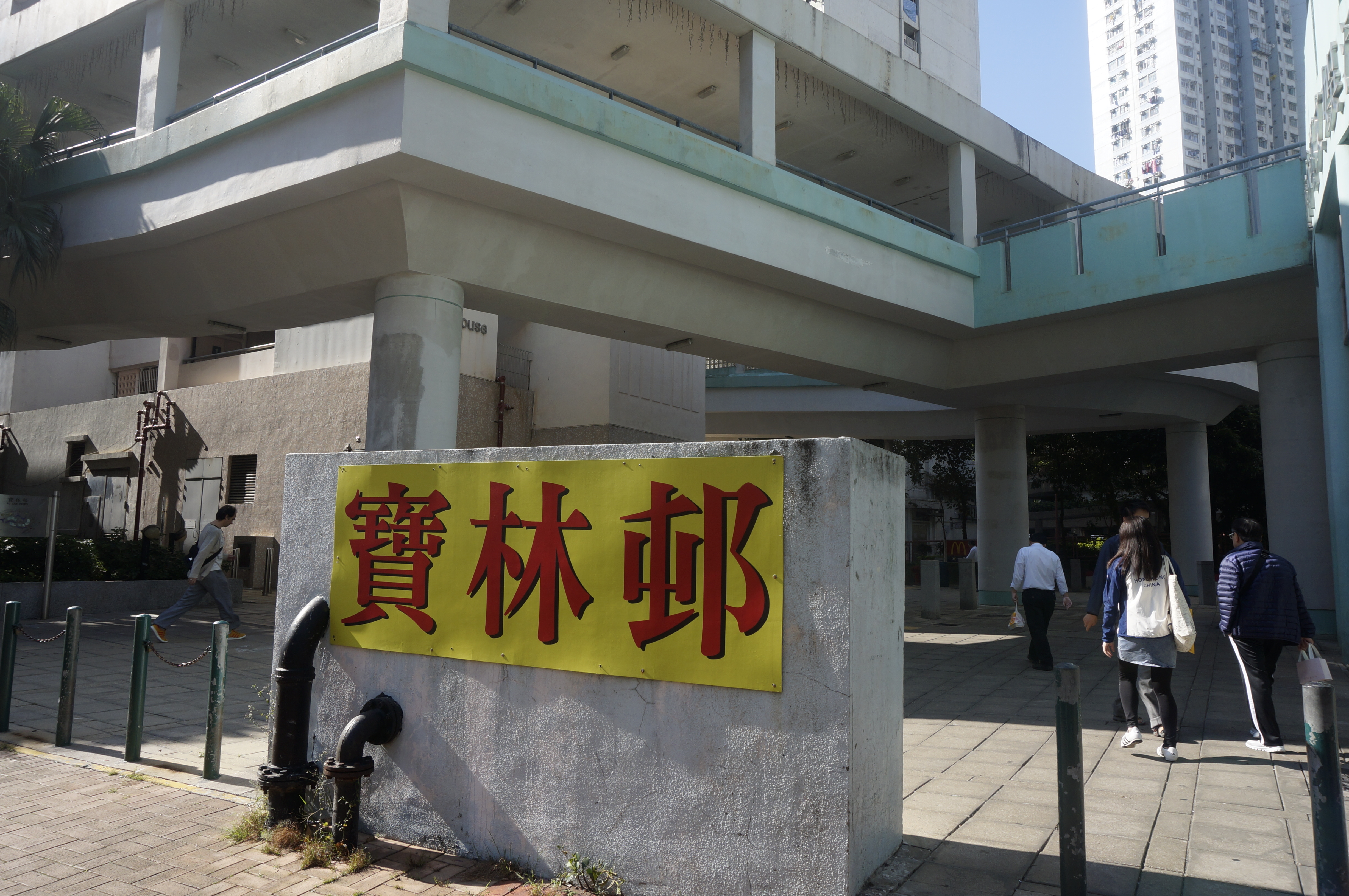
寶林邨入口

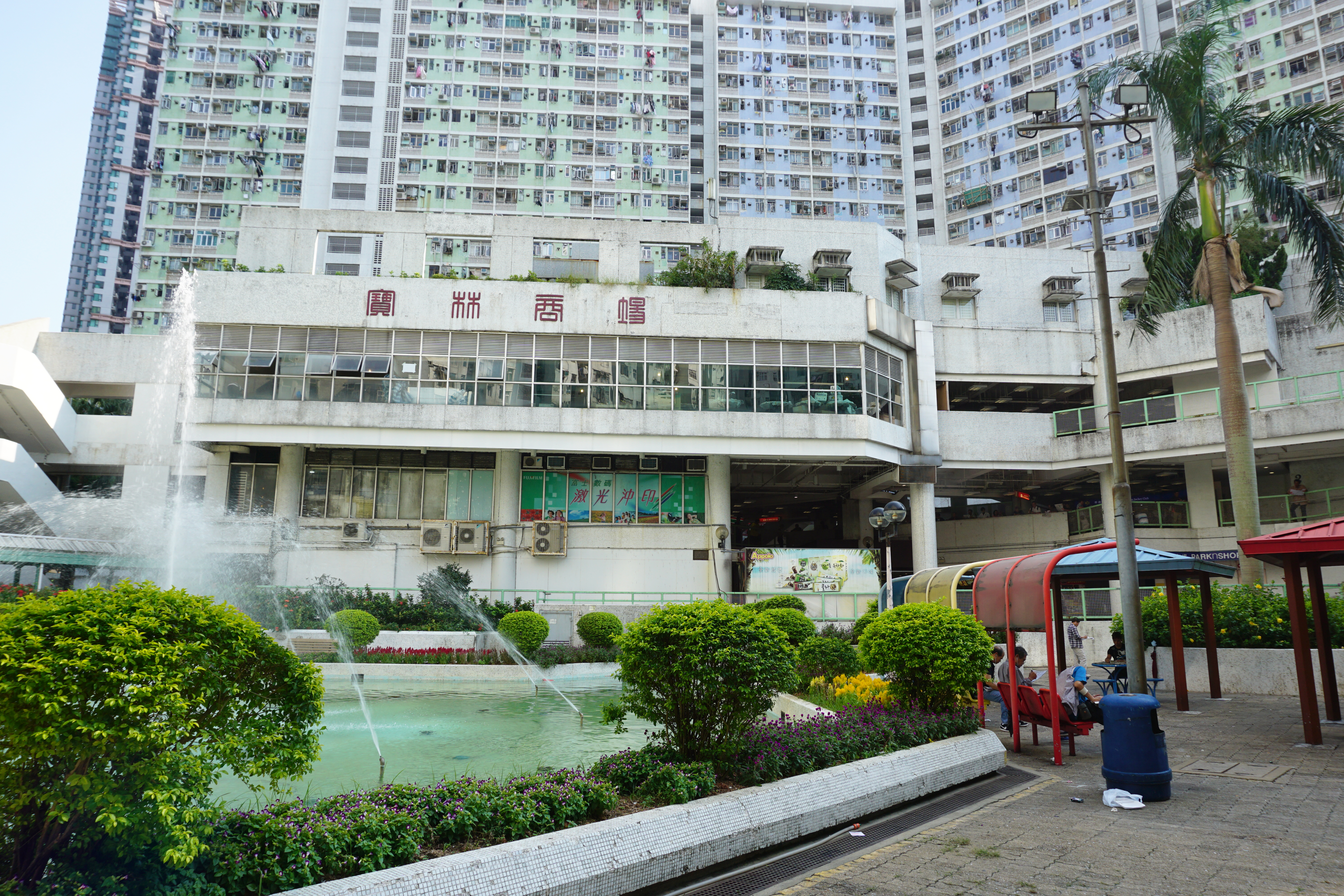
寶林商場北面，商場徽標採用較罕見的篆體題字

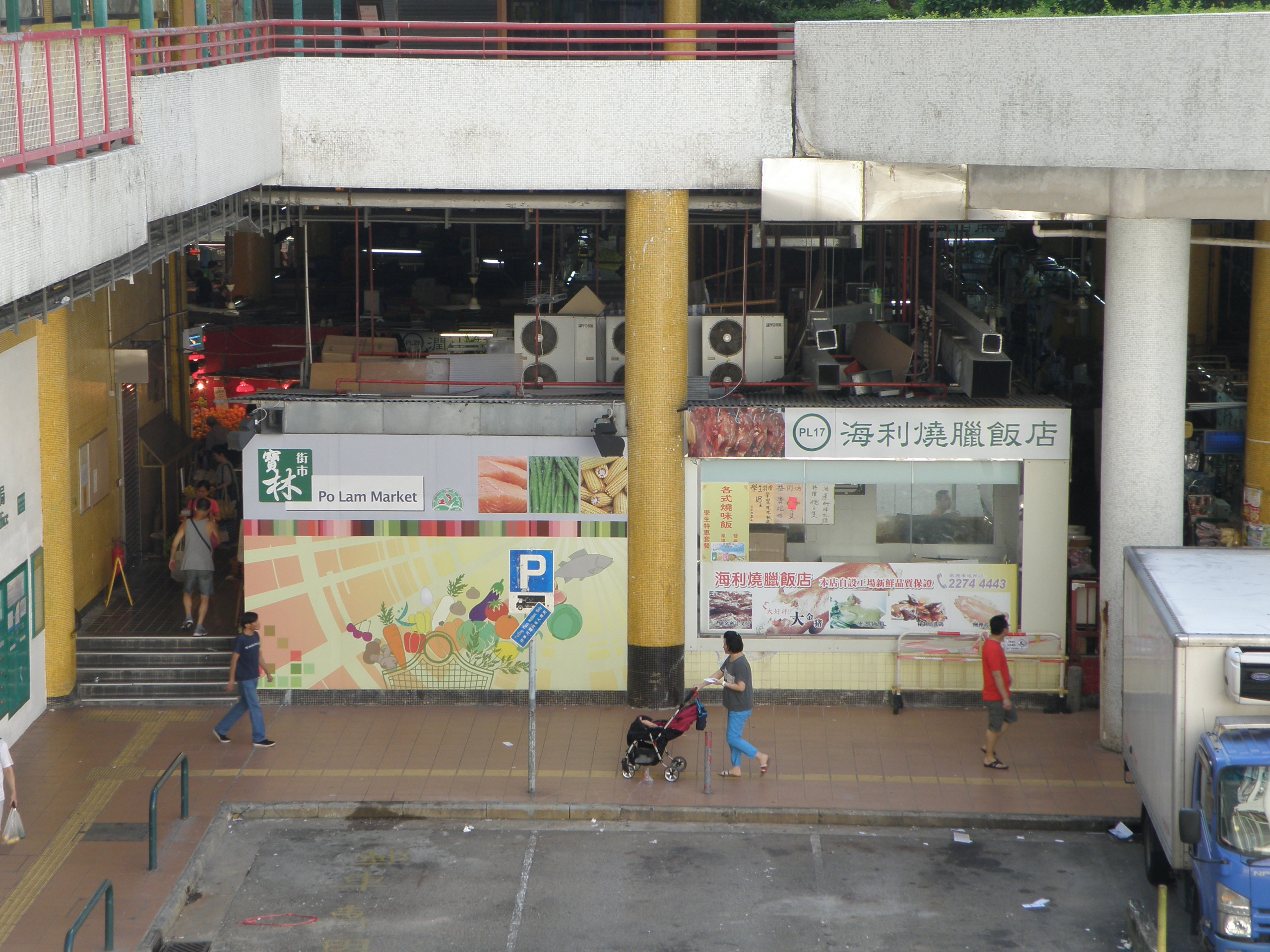
翻新前的寶林街市外貌

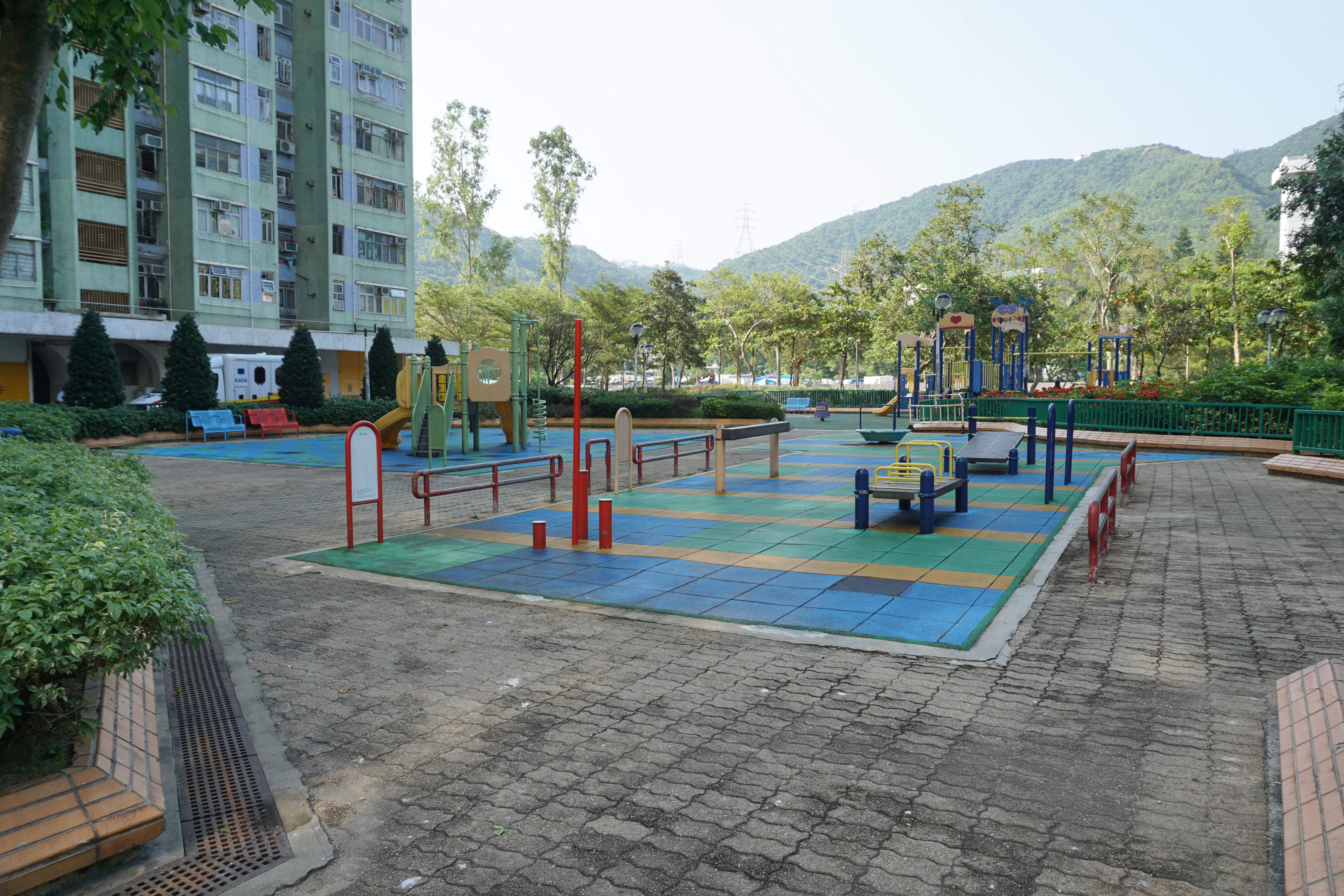
寶林邨兒童遊樂場及健體區

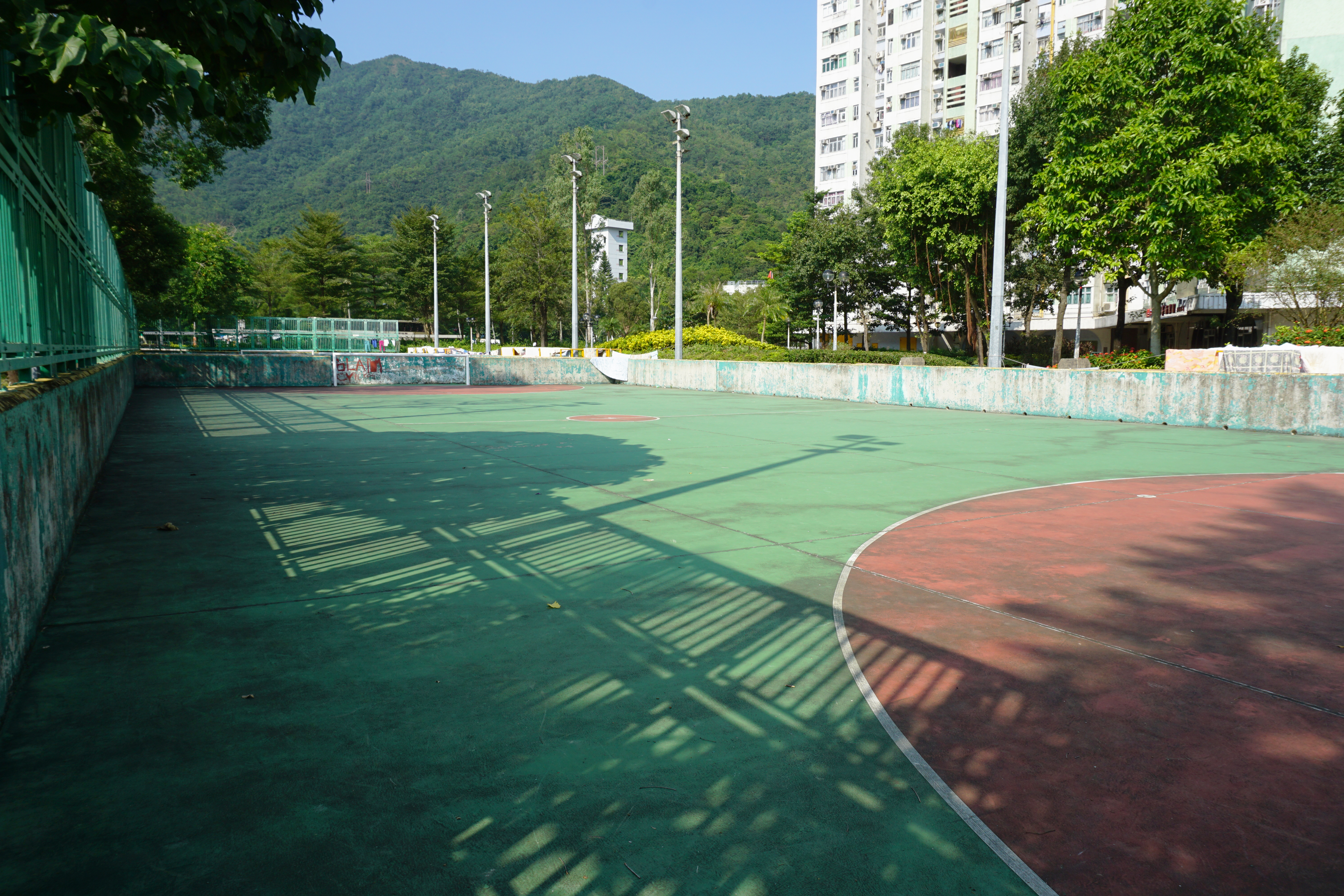
寶林邨足球場

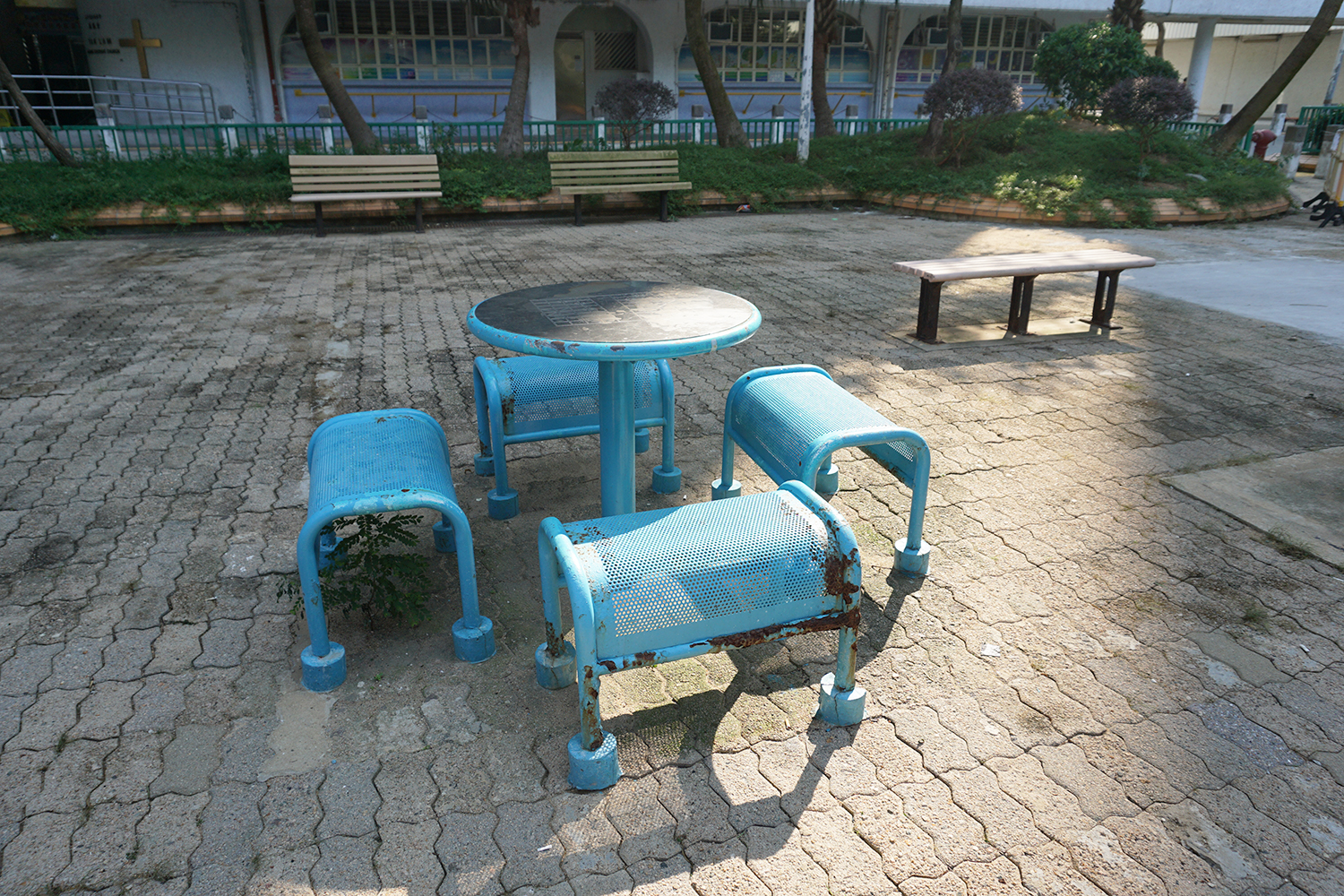
寶林邨棋藝區

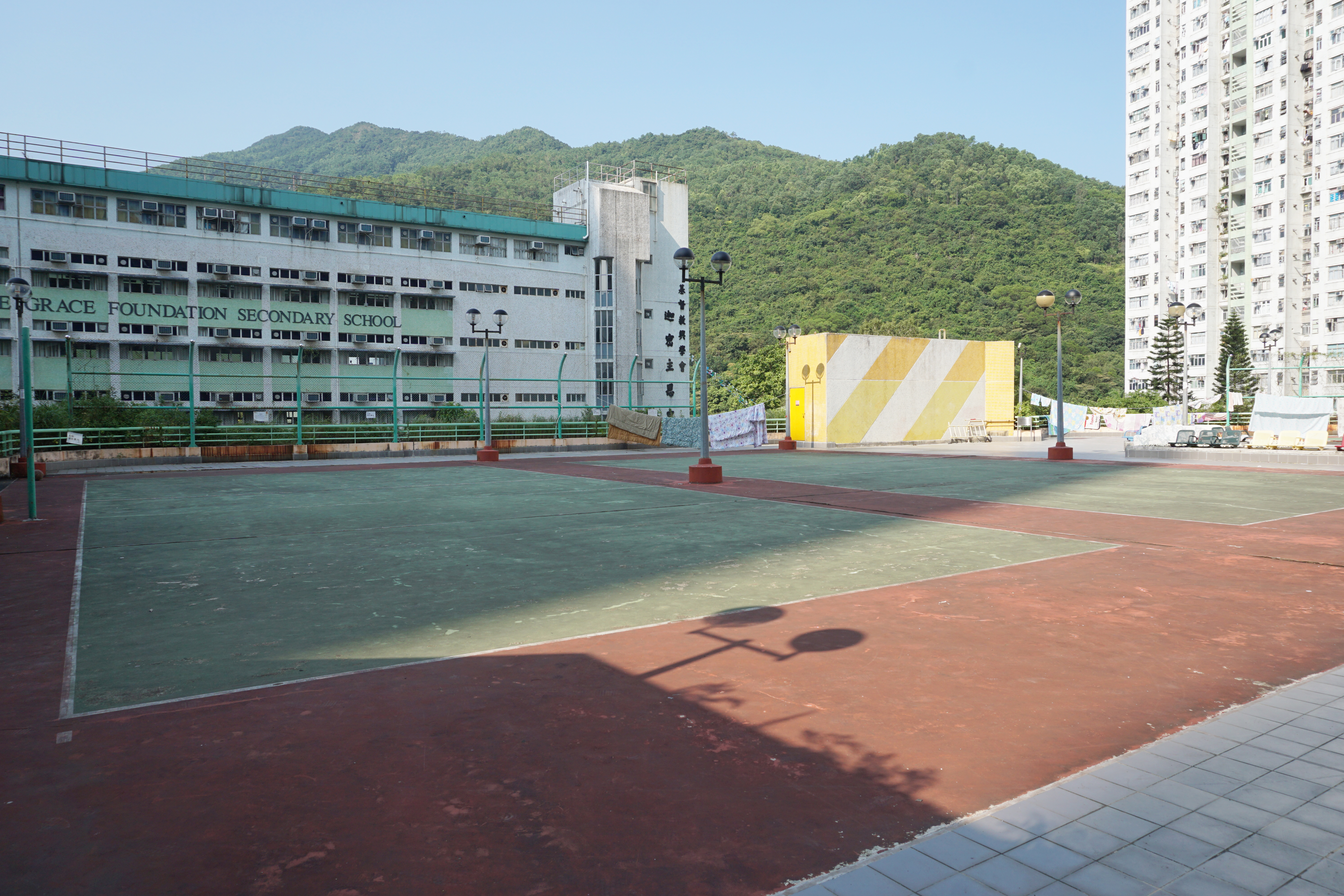
寶林邨排球場

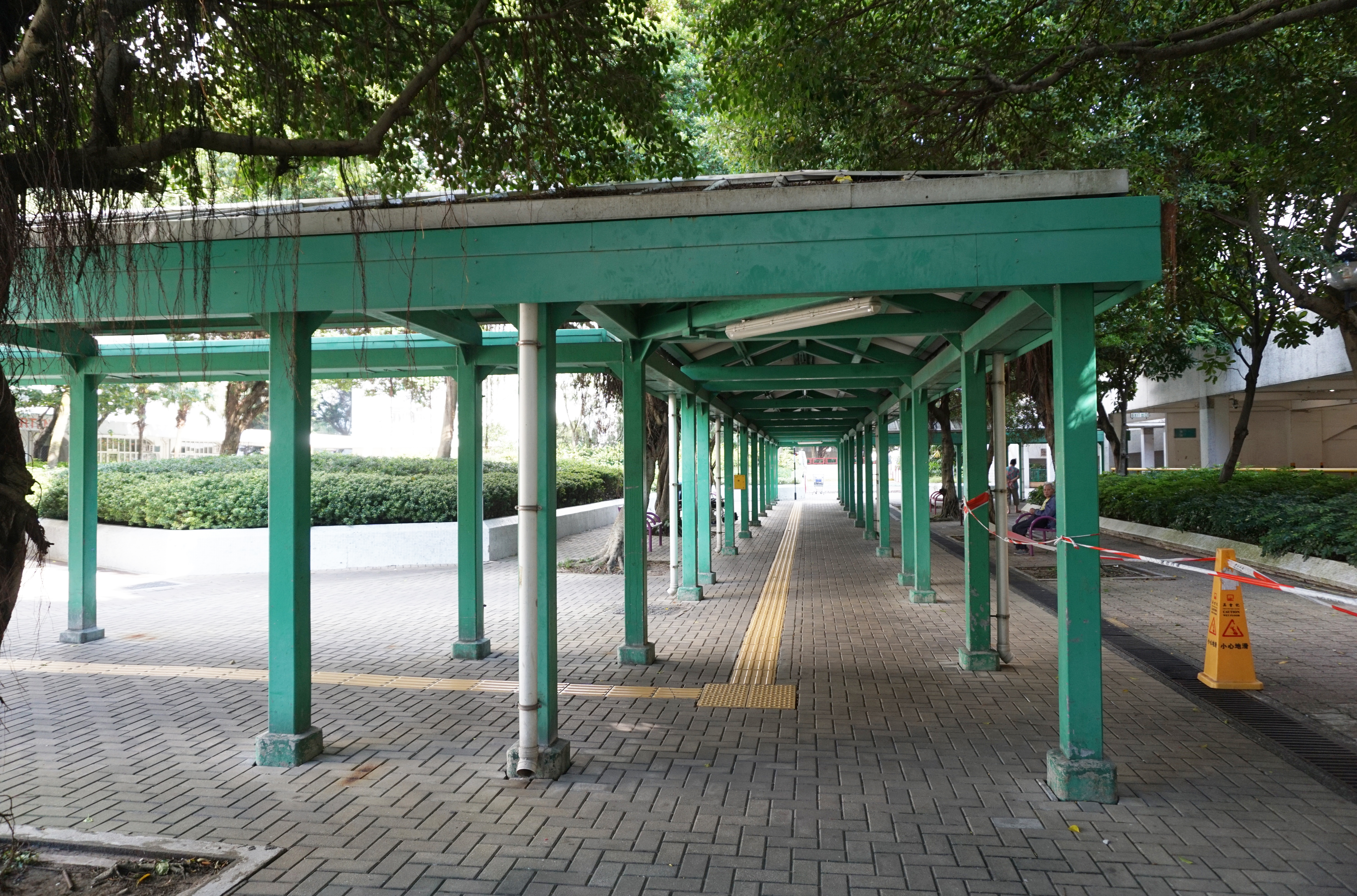
寶林邨有蓋行人通道

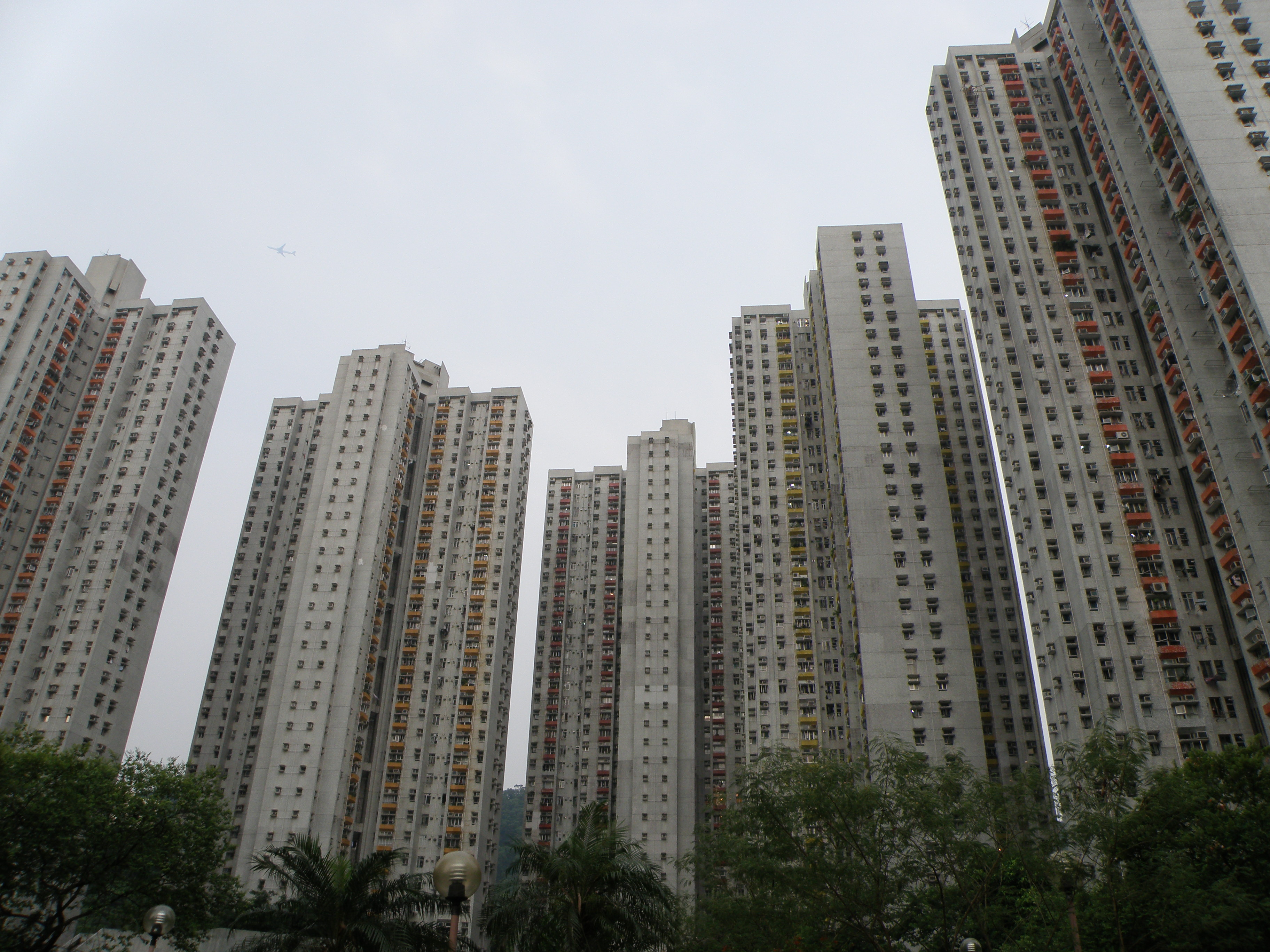
英明苑外貌

寶林邨（英語：Po Lam Estate）為香港公共屋邨之一，位於新界將軍澳第十四區寶琳填海區域，為香港房屋委員會旗下屋邨之一，並分別由廣東水利水電工程發展有限公司（第1期）及金門建築有限公司（第2期）承建；2003年4月，於租者置其屋計劃第六期甲將寶林邨內部份單位出售予租戶，現由業主立案法團管理屋邨事務。
英明苑（英語：Ying Ming Court）是寶林邨旁邊的居者有其屋屋苑，屬於同一發展計劃，同樣位於新界將軍澳第十四區寶琳填海區域，由德榮建築有限公司承建，在1989年落成。

## 位置及歷史
1985年，將軍澳發展第一期的填海區工程完成，第一個公共屋邨正式開始興建。1988年寶林邨落成入伙，初期的寶林邨只有兩期發展項目。將軍澳第一座落成的公共屋邨大廈為寶仁樓及寶泰樓，故此將軍澳第一個公共屋邨是寶林邨。
1987年，據房屋署發言人所述，寶林邨部份樓宇原定於7月竣工交樓，並指承建商延遲交樓；唯承建商則稱「人手短缺」，需延遲到11月才行（最終延於1988年竣工）。值得一提是，邨內迦密主恩中學早於1987年9月1日創立開課，然而本邨所有樓宇尚未入伙、並未有交通工具途經寶琳，故此已開學的學生與教職員便要面對交通不便等問題，隨後經運輸署協調後才有巴士公司開辦路線，以解決交通不便問題。第一條巴士路線是九巴93A線。
1989年，寶林邨第3期竣工，居屋英明苑同時落成。
2001年，房委會在寶林邨剩餘土地內加建小型單位大廈寶儉樓，並興建接駁寶林商場、新都城二期及港鐵寶琳站的行人天橋；另外，寶林邨文娛活動會堂亦於同年落成啓用。

### 命名
雖然寶林邨的名字是源自1955年建造的寶琳路（關於該道路之命名歷史與意義、請參閱寶琳路#歷史），故此屋邨或應稱為「寶琳邨」。不過房委會在規劃興建本邨時，卻將「寶琳」一名改為「寶林」，其原因目前無從稽考。此後，「寶林」一名較「寶琳」常用，而且較為眾所共知。

### 軼聞事件
由於寶林邨部份地區因地盤工程範圍內出現沉降問題情況後，而迫使原址遷往寶林邨的居民改搬遷到翠林邨。隨後於1988年3月又選擇的陸續遷入將軍澳新市鎮之西貢區將軍澳新址，1988年4月寶林邨入伙。

## 屋苑/屋邨資料

### 現存樓宇

#### 寶林邨
現時寶林邨的物業管理公司是佳定管理公司。
| 樓宇名稱（座號）       | 門牌號碼     | 樓宇類型           | 落成年份 | 樓宇層數 （住宅層數） | 每層伙數 | 單位數目（伙） | 建築師       | 承建商                       | 提供升降機的廠商          | 升降機編號 | 期數         |
| ---------------------- | ------------ | ------------------ | -------- | --------------------- | -------- | -------------- | ------------ | ---------------------------- | ------------------------- | ---------- | ------------ |
| 寶仁樓（第1座）        | 寶琳北路18號 | Y2型               | 1988年   | 35                    | 24       | 816            | 房屋署建築師 | 廣東水利水電工程發展有限公司 | 奧的斯 VIP-260 (DC) 型號  | L1-L6號    | 1            |
| 寶泰樓（第2座）        | 寶琳北路18號 | Y2型               | 1988年   | 35                    | 24       | 816            | 房屋署建築師 | 廣東水利水電工程發展有限公司 | 奧的斯 VIP-260 (DC) 型號  | L7-L12號   | 1            |
| 寶寧樓（第3座）        | 寶琳北路18號 | 新長型 雙翼呈135度 | 1988年   | 22                    | 52       | 856            | 房屋署建築師 | 廣東水利水電工程發展有限公司 | 奧的斯 Spec V (ACVV) 型號 | L13-L18號  | 1            |
| 寶德樓（第4座）        | 寶琳北路18號 | Y2型               | 1989年   | 35                    | 24       | 816            | 房屋署建築師 | 金門建築                     | 日立 DCGL (DC)型號        | L20-L25號  | 2            |
| 寶智樓（第5座）        | 寶琳北路18號 | Y2型               | 1989年   | 35                    | 24       | 768            | 房屋署建築師 | 金門建築                     | 日立 DCGL (DC)型號        | L26-L31號  | 2            |
| 寶勤樓（第6座）        | 寶琳北路18號 | 新長型 雙翼呈135度 | 1989年   | 22                    | 52       | 936            | 房屋署建築師 | 金門建築                     | 日立 DB/ACVV (ACVV) 型號  | L32-L37號  | 2            |
| 寶儉樓（第7座／SAB座） | 寶琳北路18號 | 小型單位大廈       | 2001年   | 21 （1-20樓）         | 14       | 268            | 房屋署建築師 | 合利營造                     | 三菱 GPM-III (VVVF) 型號  | L1-L3號    | （不設期數） |

#### 英明苑
| 樓宇名稱（座號） | 門牌號碼     | 樓宇類型                | 落成年份 | 層數 | 每層伙數 | 單位數目（伙） | 建築師       | 承建商   | 提供升降機的廠商       |
| ---------------- | ------------ | ----------------------- | -------- | ---- | -------- | -------------- | ------------ | -------- | ---------------------- |
| 明遠閣（A座）    | 寶琳北路20號 | 新十字型 （1984年版本） | 1989年   | 35   | 10       | 350            | 房屋署建築師 | 德榮建築 | 通力 TMS-500 (DC) 型號 |
| 明亮閣（B座）    | 寶琳北路20號 | 新十字型 （1984年版本） | 1989年   | 35   | 10       | 350            | 房屋署建築師 | 德榮建築 | 通力 TMS-500 (DC) 型號 |
| 明達閣（C座）    | 寶琳北路20號 | 新十字型 （1984年版本） | 1989年   | 35   | 10       | 350            | 房屋署建築師 | 德榮建築 | 通力 TMS-500 (DC) 型號 |
| 明志閣（D座）    | 寶琳北路20號 | 新十字型 （1984年版本） | 1989年   | 35   | 10       | 350            | 房屋署建築師 | 德榮建築 | 通力 TMS-500 (DC) 型號 |
| 明安閣（E座）    | 寶琳北路20號 | 新十字型 （1984年版本） | 1989年   | 35   | 10       | 350            | 房屋署建築師 | 德榮建築 | 通力 TMS-500 (DC) 型號 |

## 設施

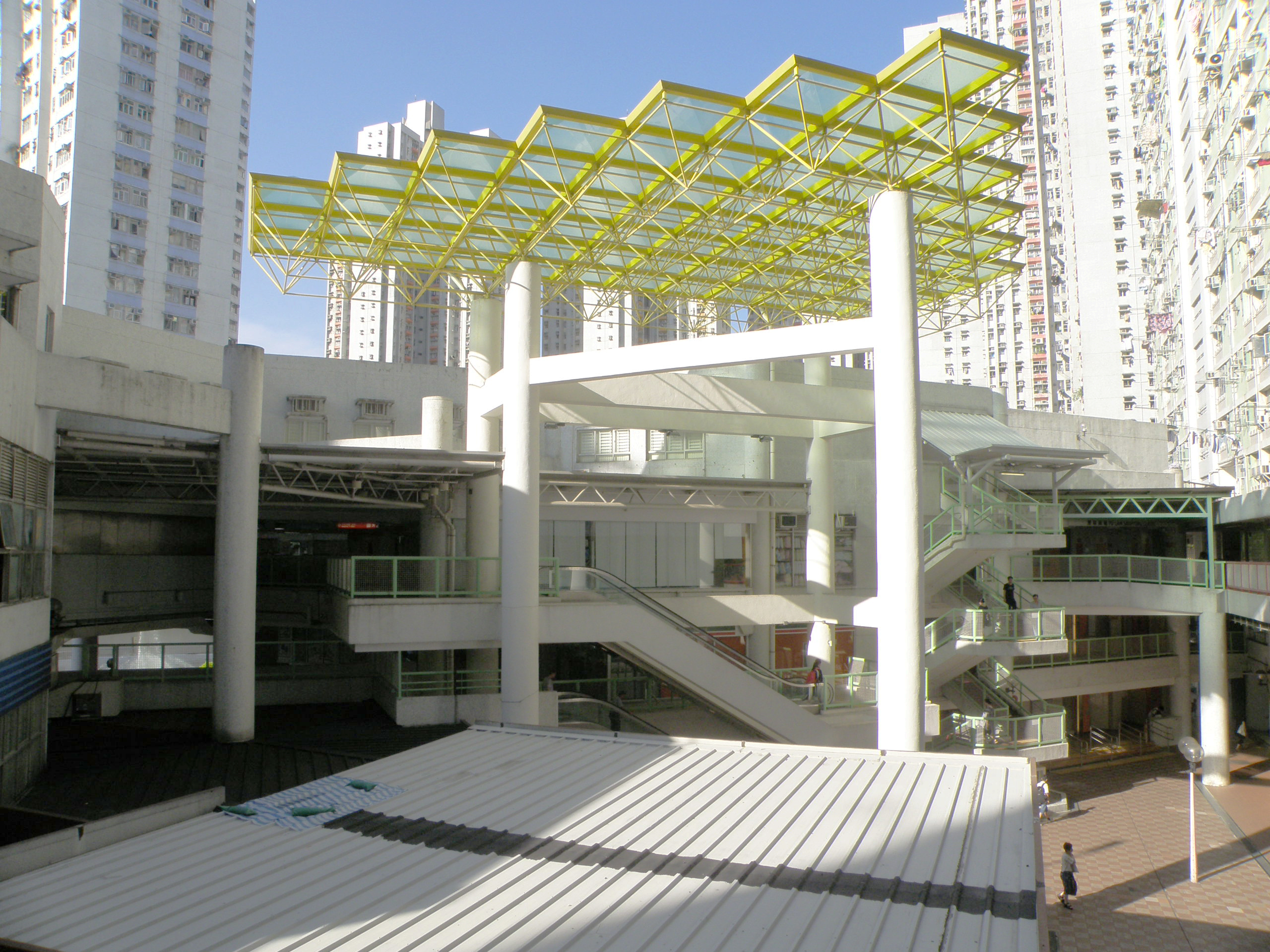
寶林商場南面及玻璃天幕
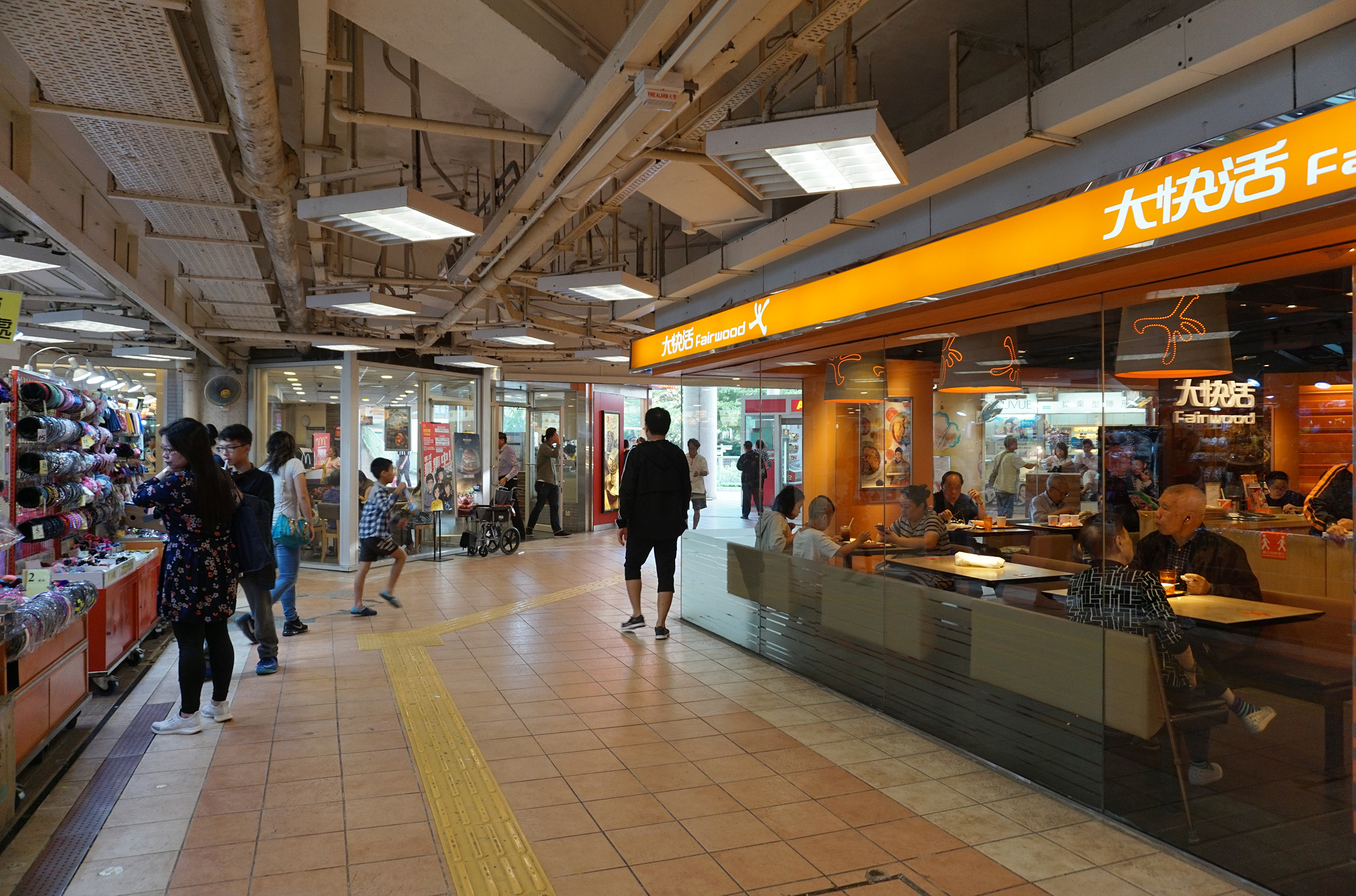
寶林商場地下
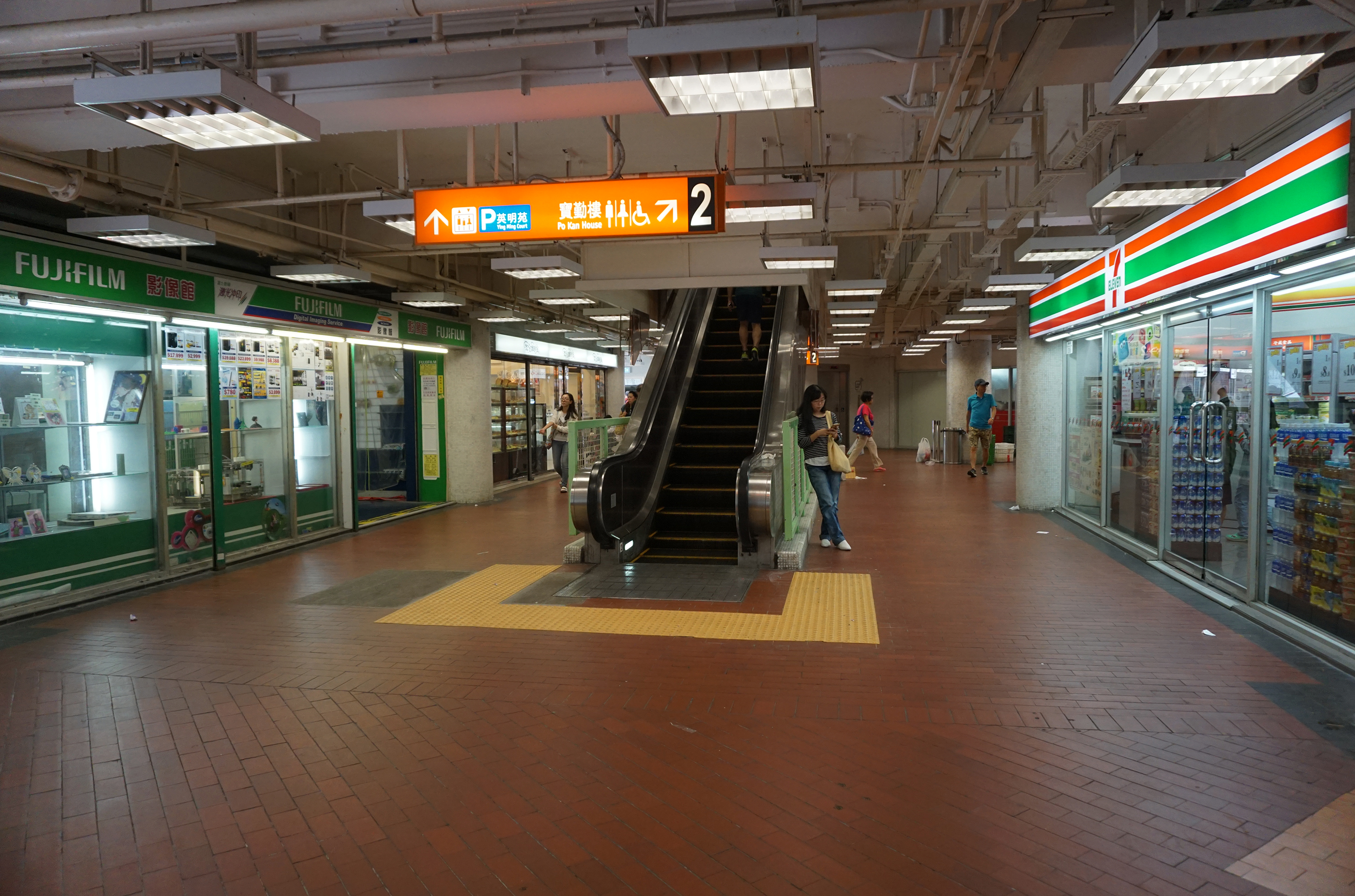
寶林商場2樓
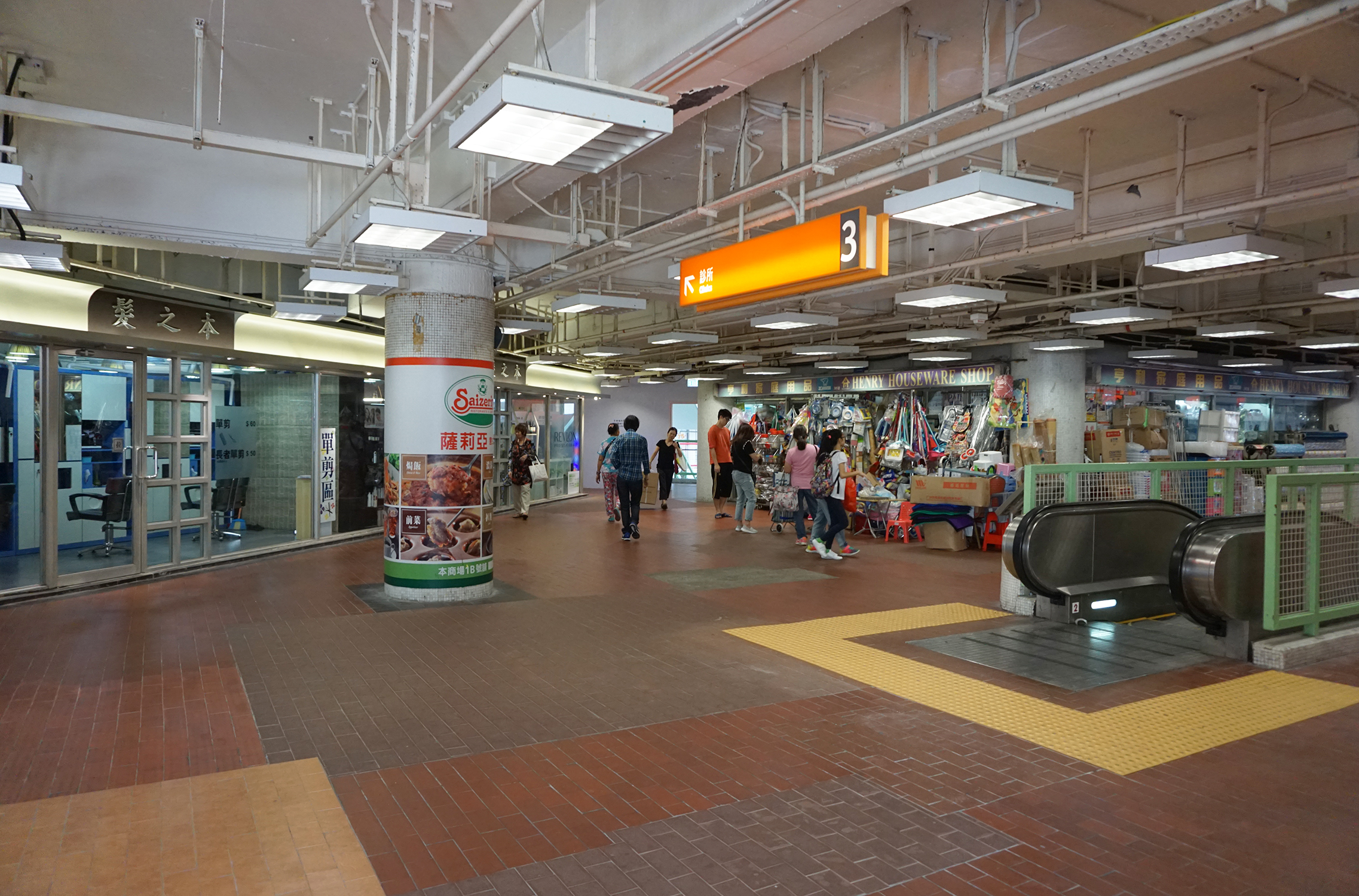
寶林商場3樓
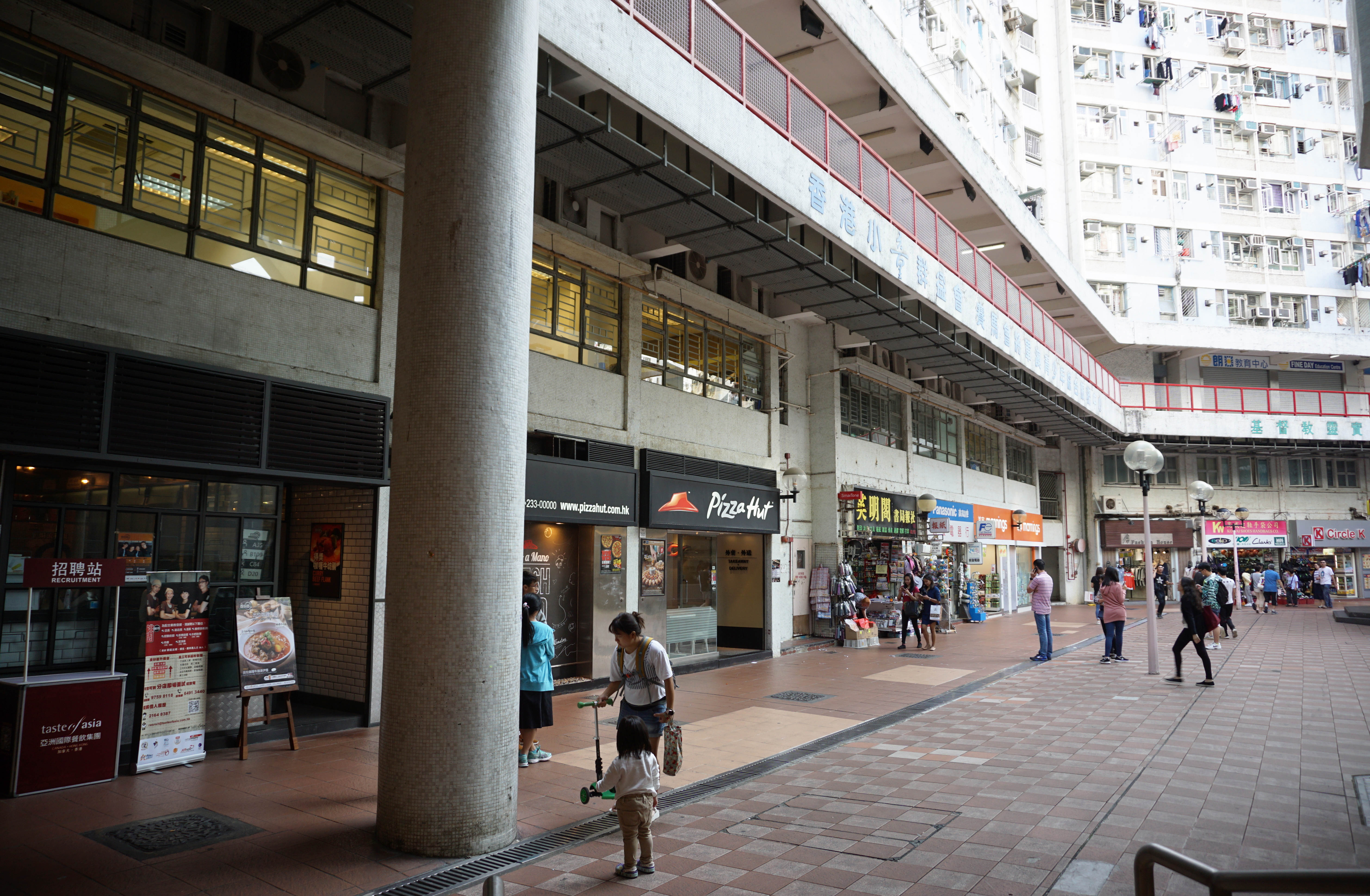
寶勤樓地舖
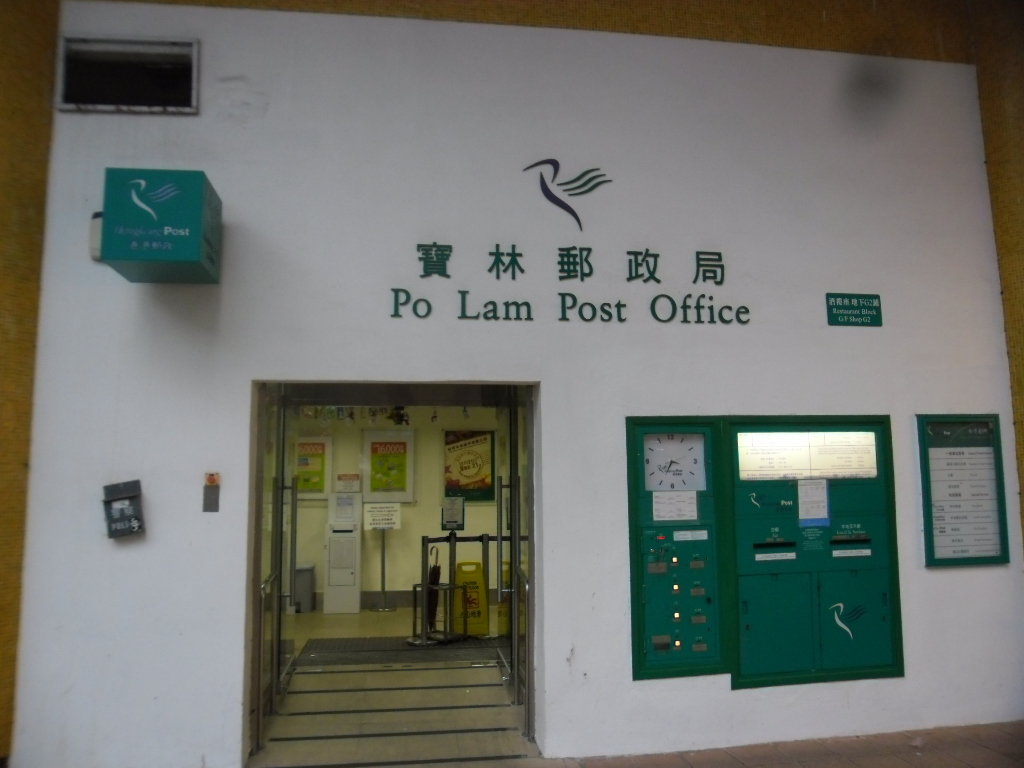
寶林郵政局
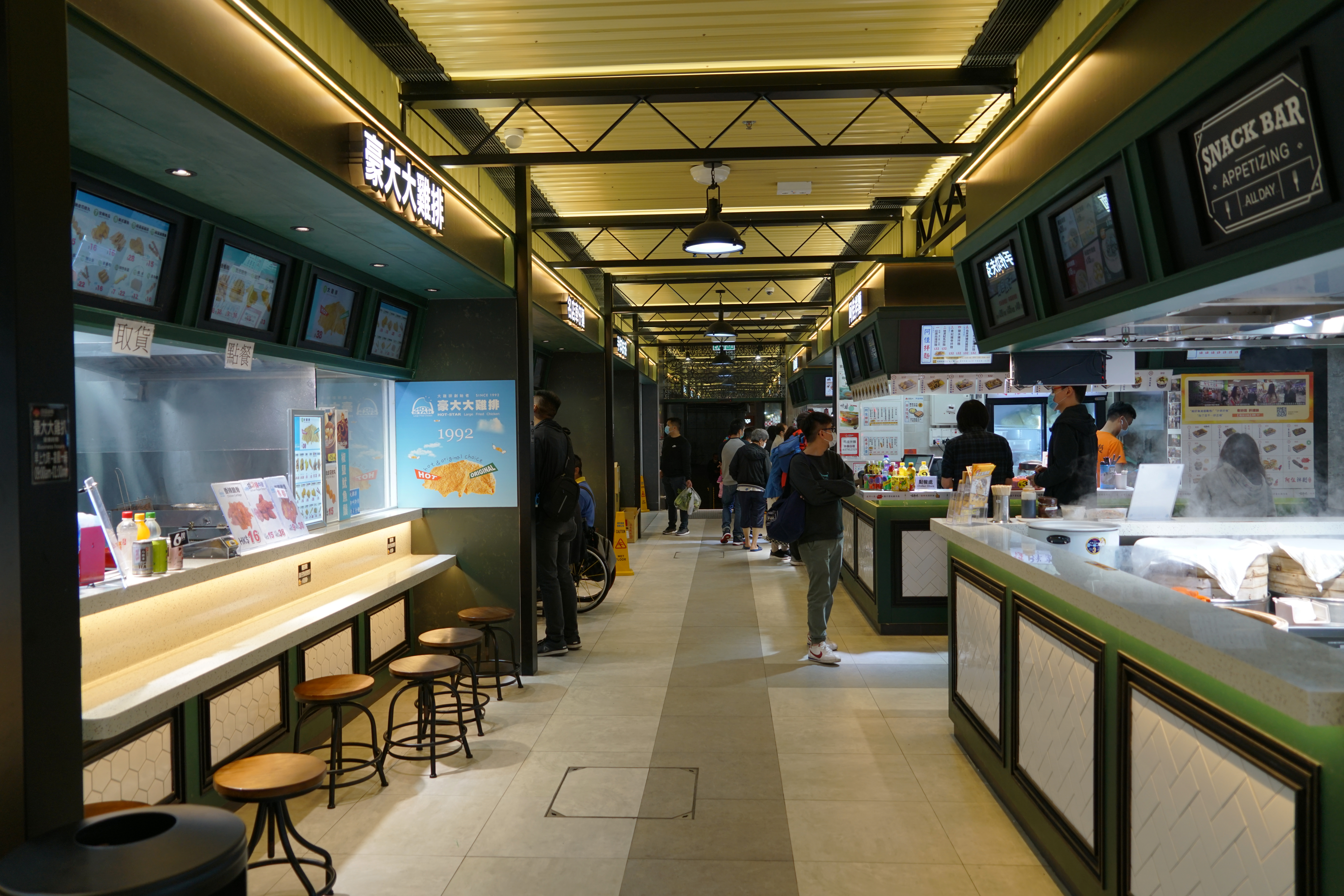
寶林市場美食街（翻新後）
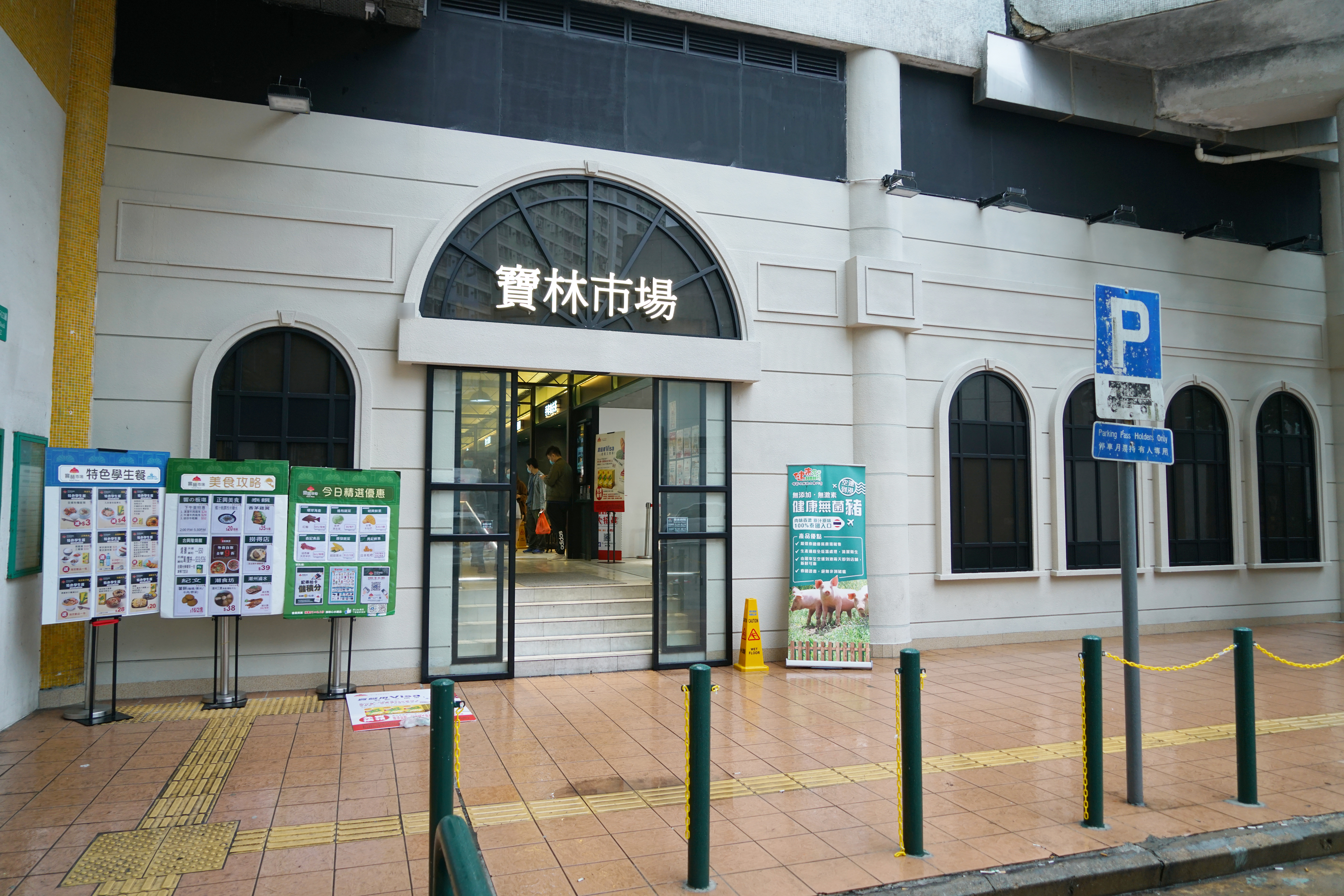
仿照歐洲建築特色的寶林市場入口（翻新後）

### 寶林商場第一期
而酒樓大樓則設於寶林邨寶寧樓第一期商場3樓平台，提供酒樓及茶餐廳服務，之前的酒樓及茶餐廳均已結束營業，現正改裝為多間商店及社會福利署。地下則設有寶林郵政局為居民提供郵政服務，亦設寶林街市，街市於2019年6月開始翻新，10月25日重開並易名為「寶林市場（英語：Food Place）」，仿照匈牙利首都布達佩斯的歐洲傳統市場風格打造，設有50多個檔戶。商場均為領展管理，為居民售賣日常用品、食物的商店組成，當中包括兩家連鎖式快餐店及一家超級市場。

### 寶林商場第二期
寶林商場則樓高三層，而設有行人樓梯、扶手電梯及升降機大堂（第一期：L19號貨運用途升降機前往三樓平台商場、第二期：L38號前往客運用途升降機-L39號前往曾貨用貨運用途升降機）等，商店主要設於1至3樓，而寶林邨寶勤樓第二期商場則設於該大廈三樓（跟寶林商場三樓屬同一層，為商場一部份），主要提供補習社、服飾及飲食舖位。大廈二樓則設有賽馬會香港小童群益會社區中心，與商場二樓連接。

### 寶林商場停車場

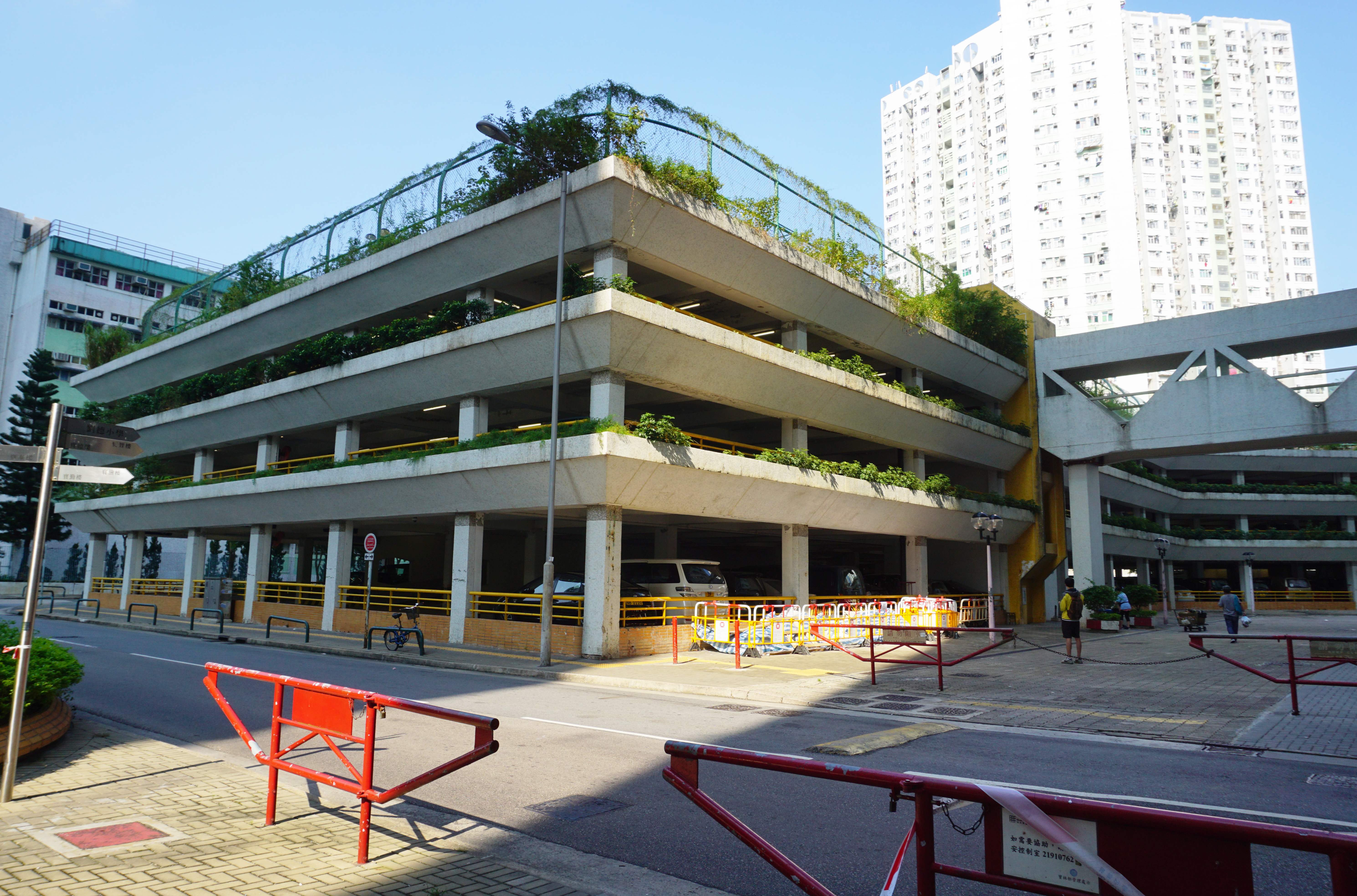
寶林邨停車場
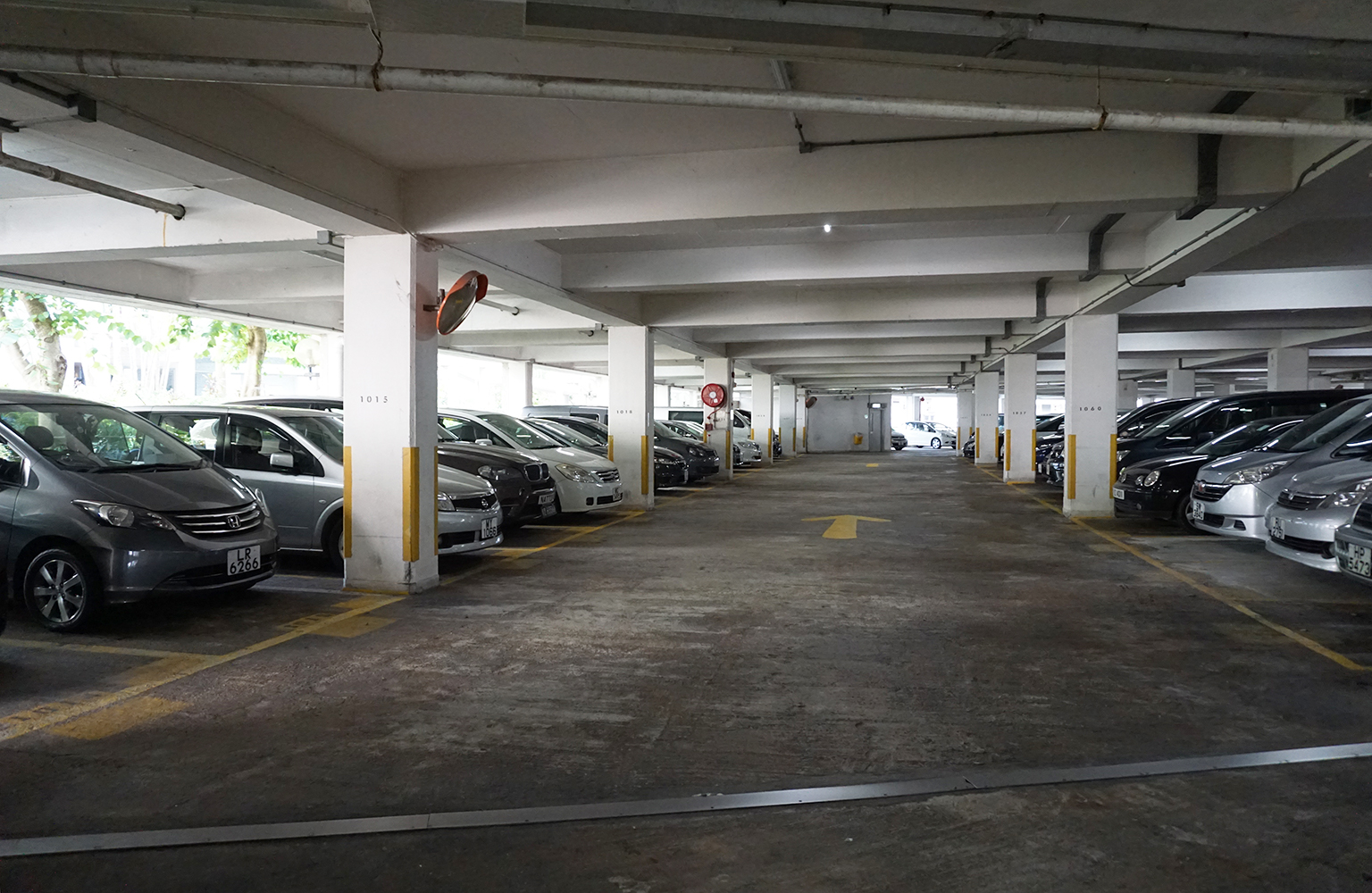
英明苑停車場，樓底較高

寶林邨、英明苑及欣明苑均各自設有一所停車場（共3個），位於寶寧樓對開，提供區內居民使用；邨內亦設有邨內道路連接商場、停車場及各樓宇，北連寶琳北路。

### 康樂設施
- 寶林邨文娛活動會堂
寶林邨文娛活動會堂是聯同寶儉樓一同落成，提供場地供區內居民參與社區活動，而此會堂亦於區議會選舉時會借出場地作為投票站。

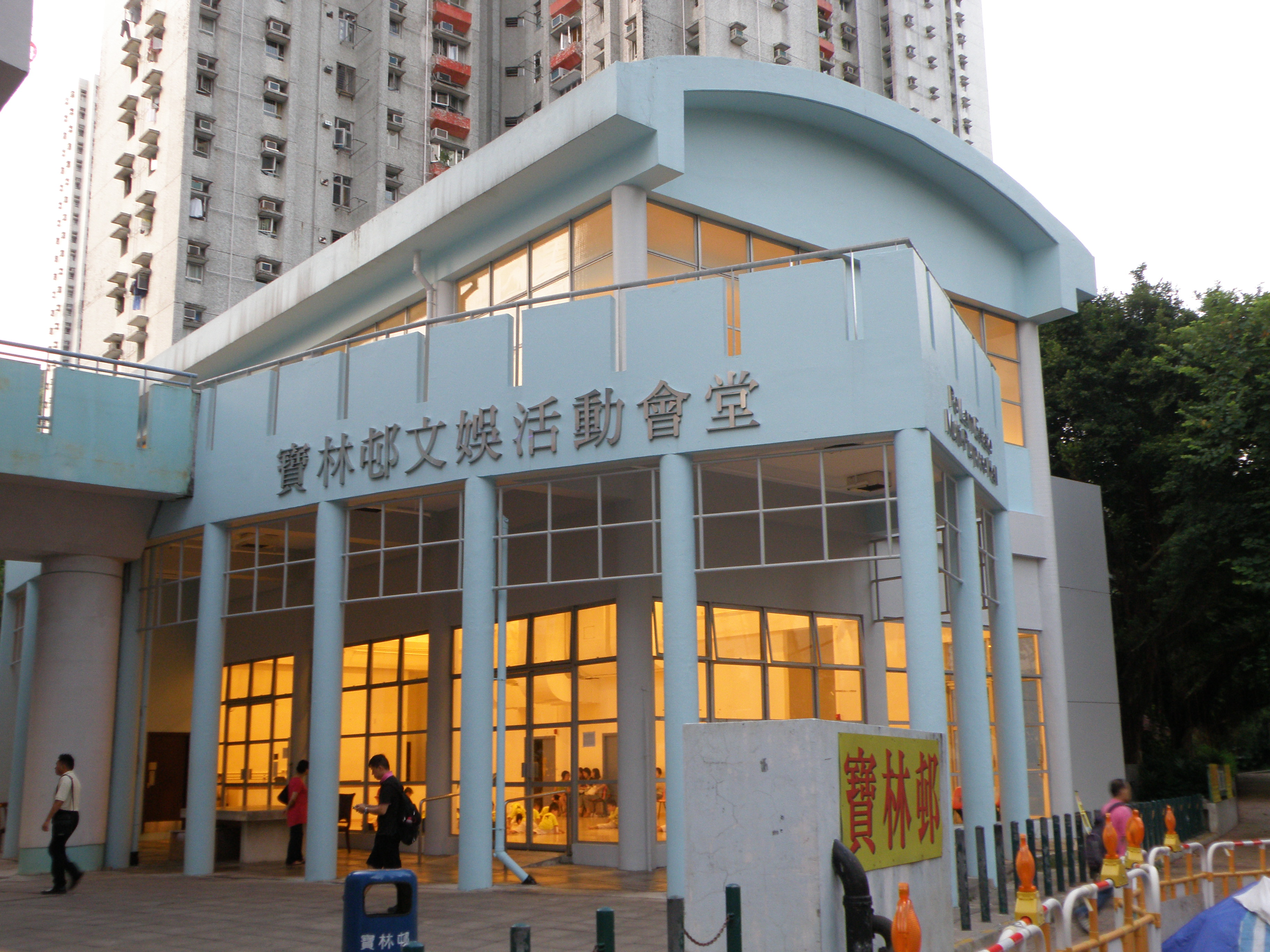
寶林邨文娛活動會堂

- 寶林邨內設有涼亭、兒童遊樂設施、健身設施等等，亦提供籃球場、排球場。

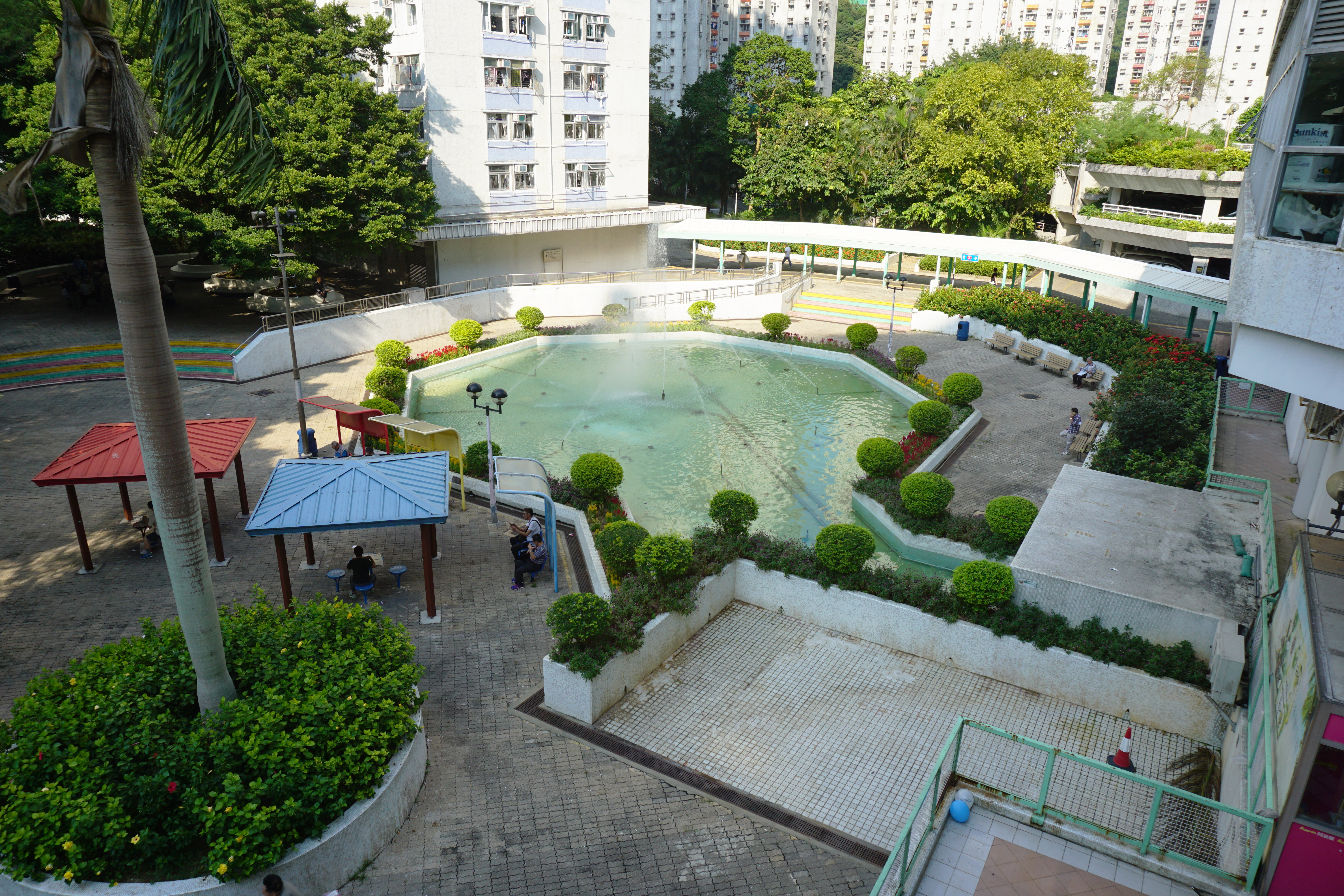
寶林邨園景
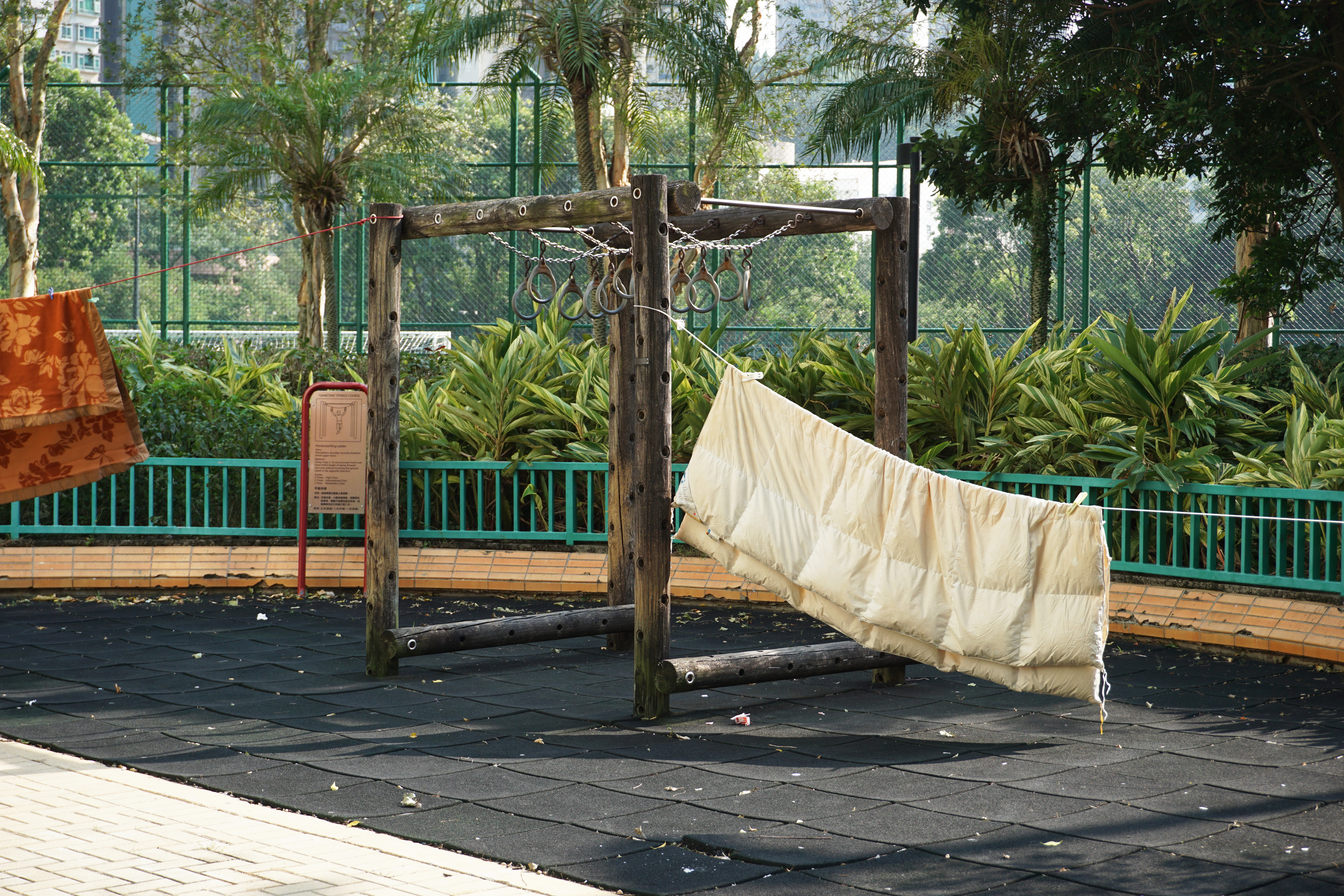
寶林邨平衡吊環
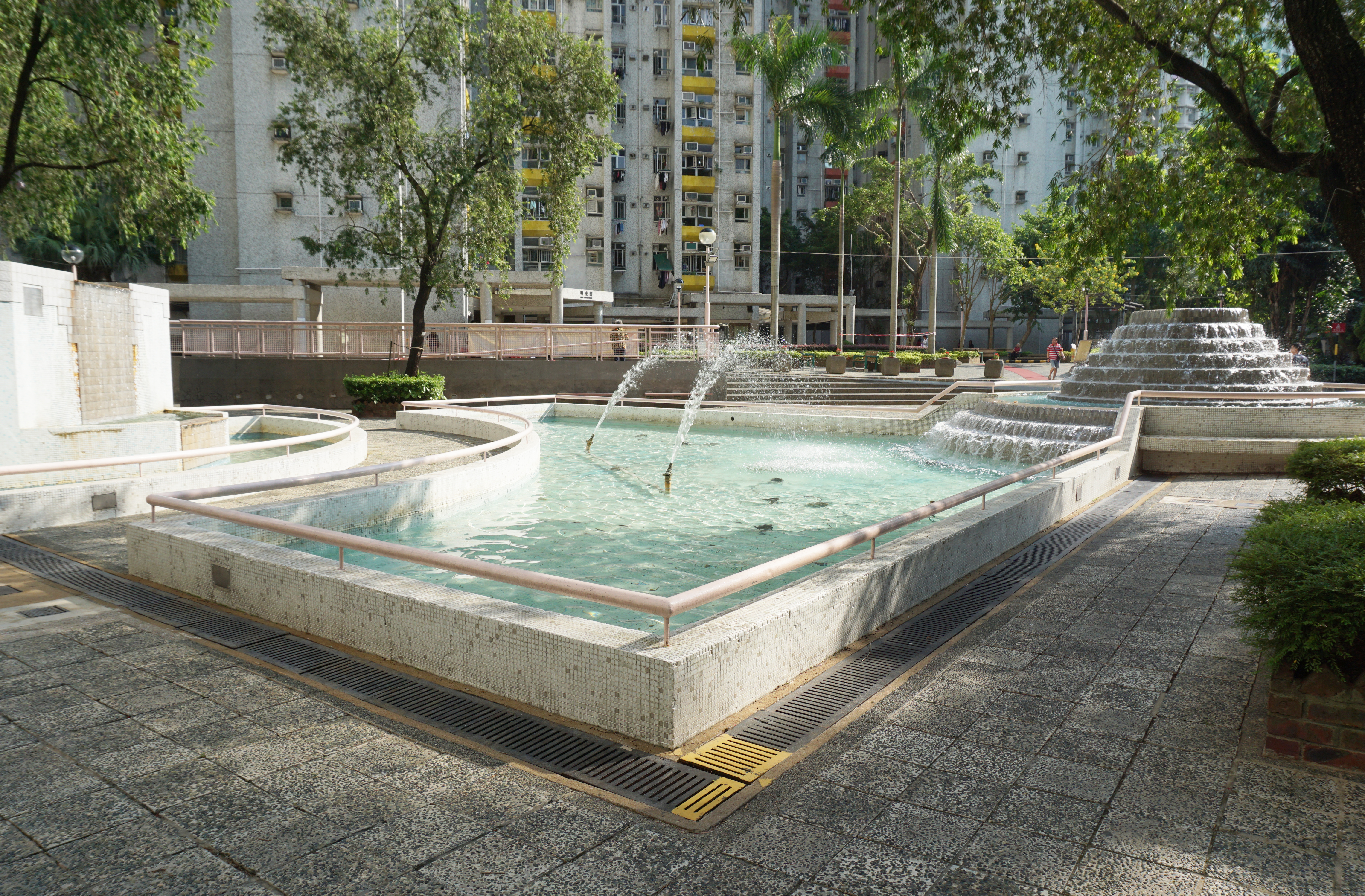
英明苑園景
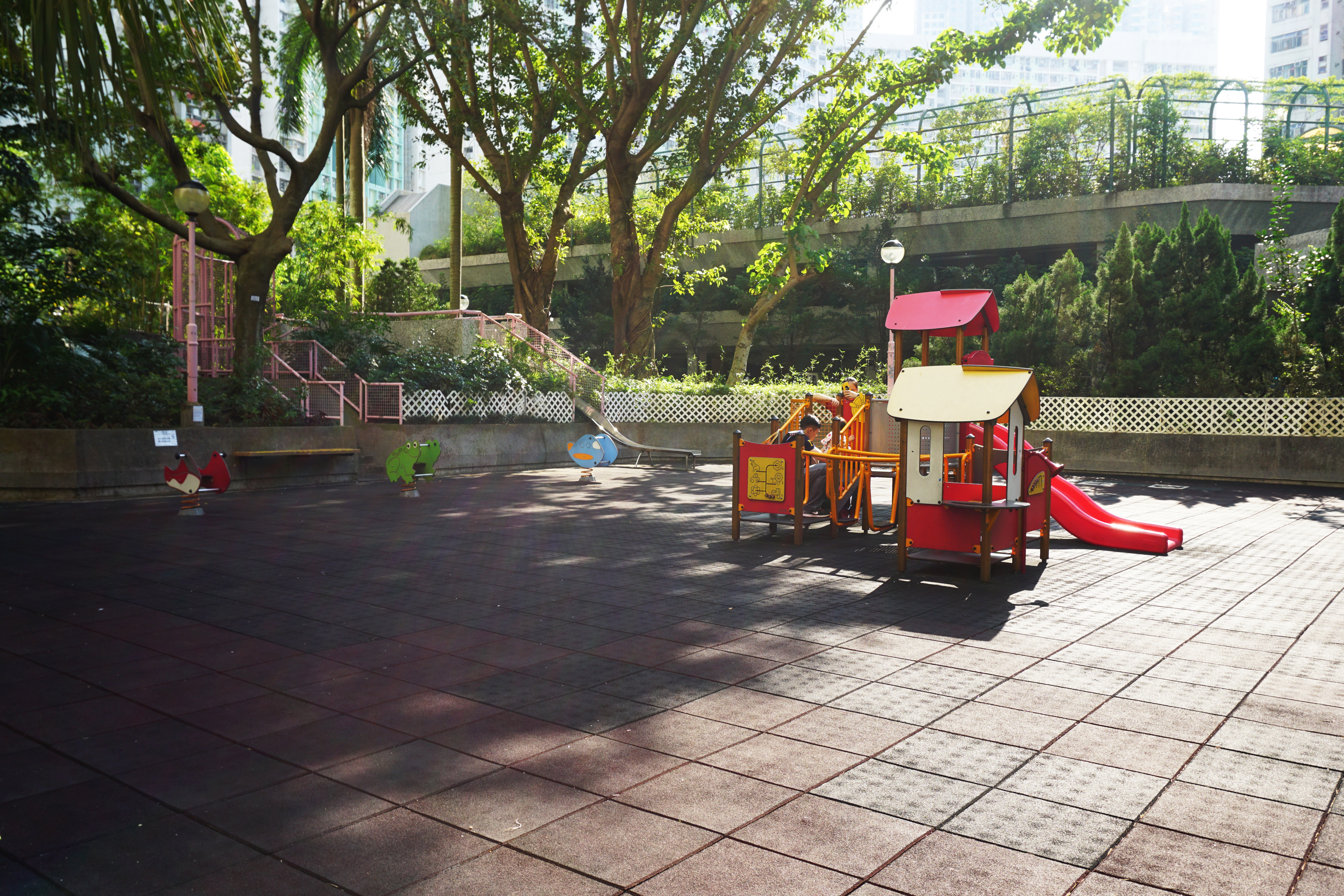
英明苑兒童遊樂場
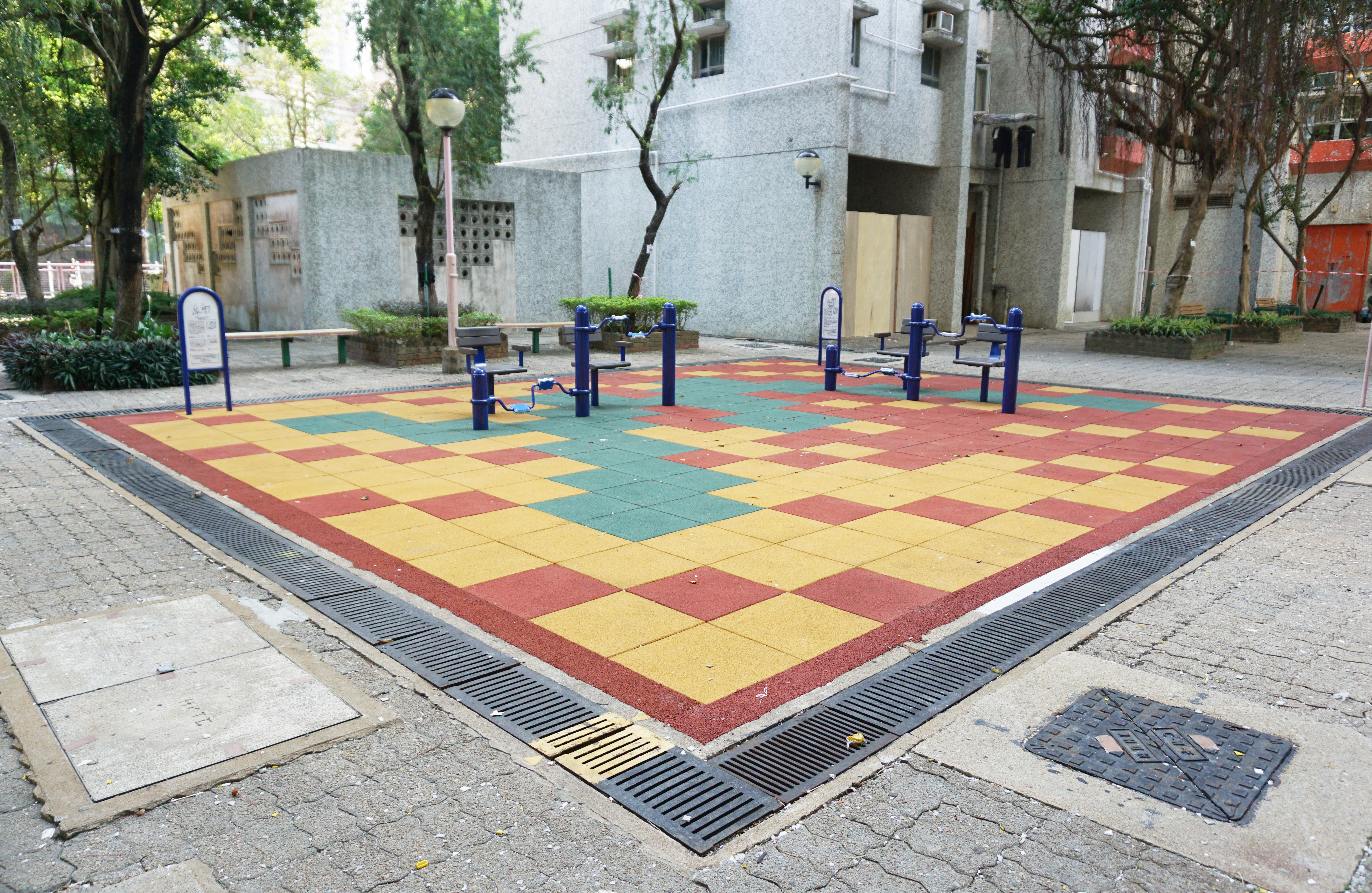
英明苑手腳伸展器

- 寶林體育館提供乒乓球、羽毛球、排球、壁球、籃球及健身設施等服務。

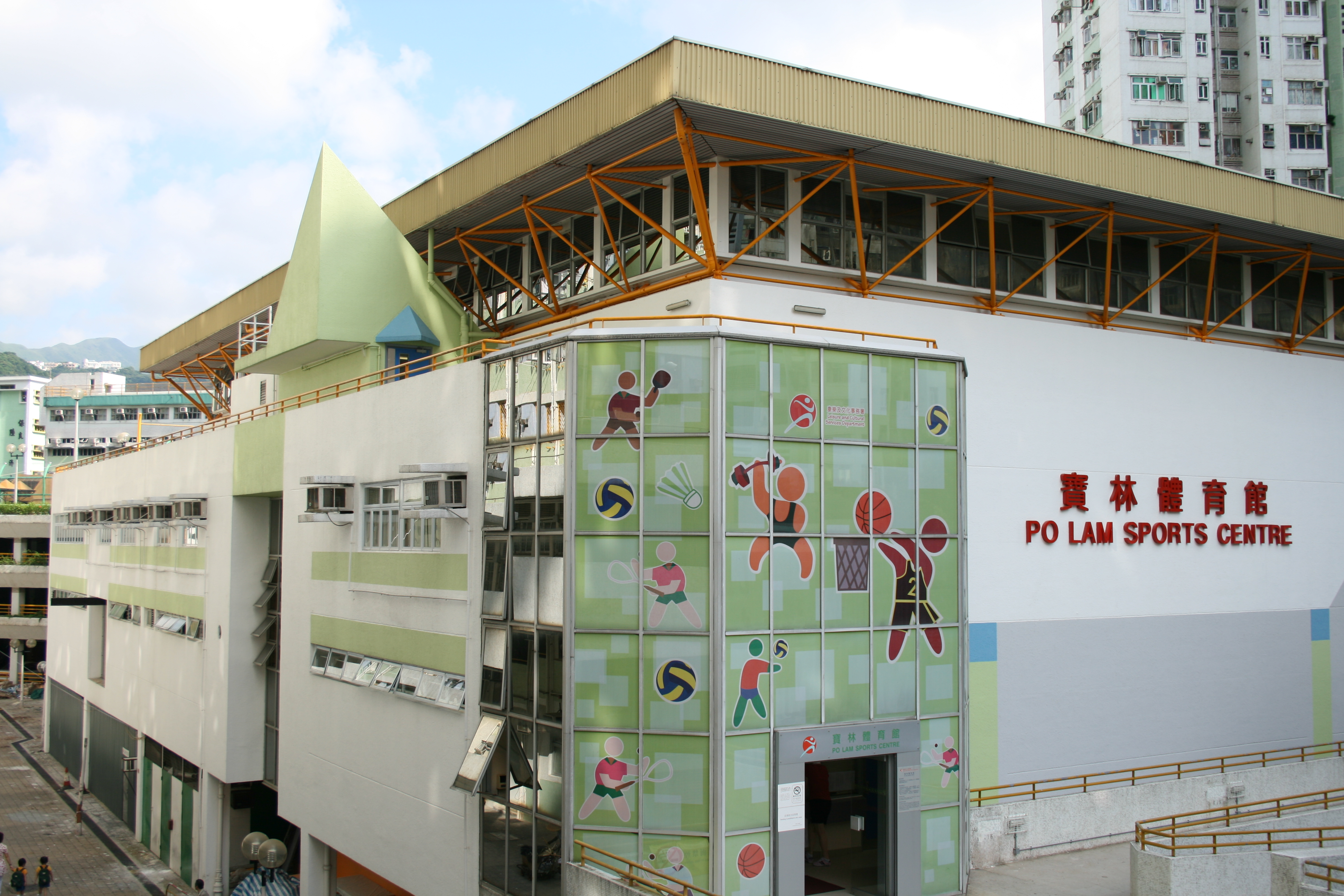
寶林體育館外觀
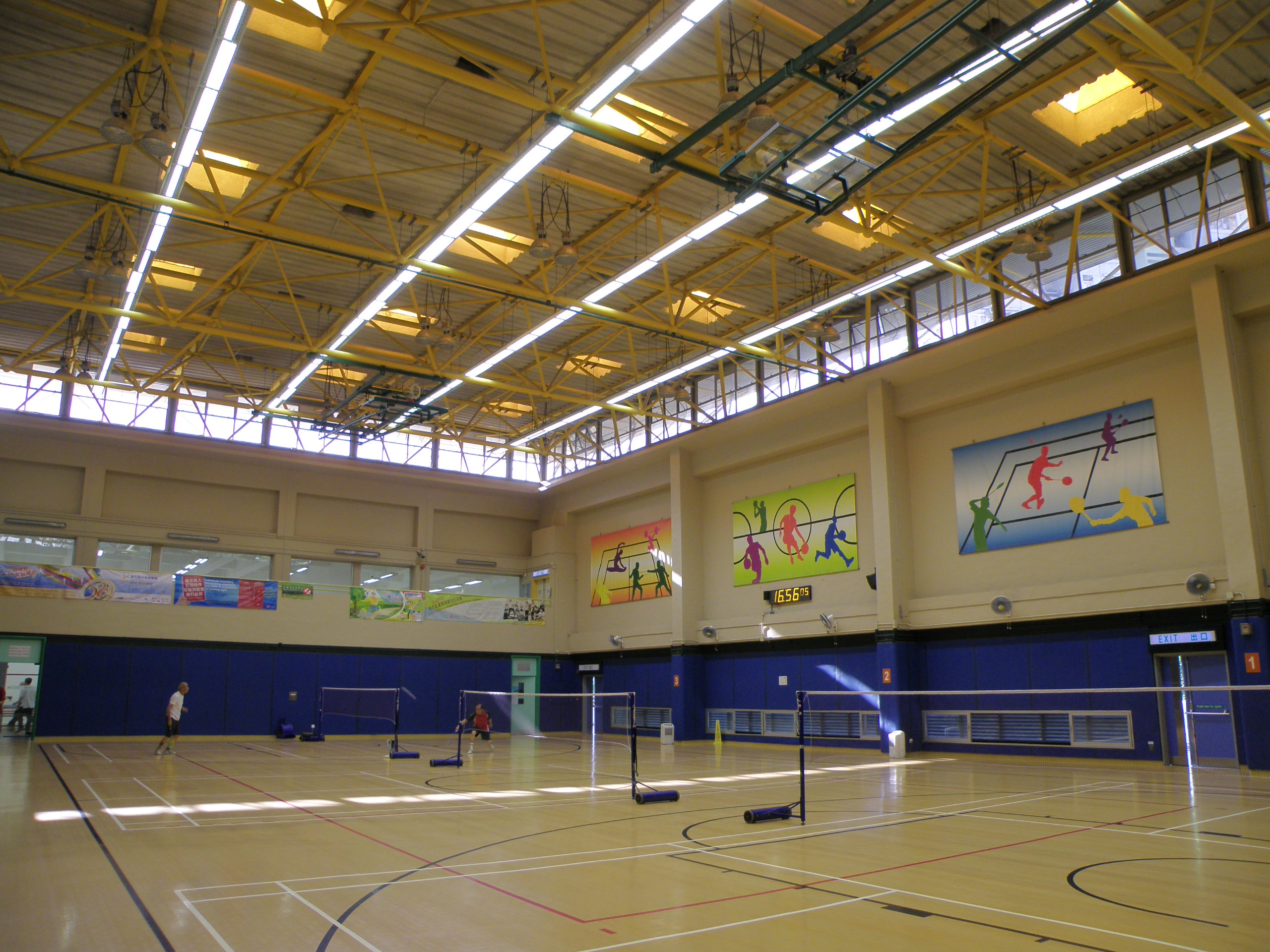
寶林體育館主場館

## 教育及福利設施

### 幼稚園
- 保良局易澤峰幼稚園 （页面存档备份，存于）（1988年創辦）（位於寶林邨寶仁樓，已遷往雍明苑[15]）
- 基督教聖約教會司務道幼稚園（1988年創辦）（位於寶林邨寶泰樓A翼地下、B翼1號及8號）
- 崇真會美善幼稚園（1989年創辦）（位於寶林邨寶德樓地下）

已結束
- 金巴崙長者會寶林幼稚園（1989年創辦）（位於寶林邨寶智樓地下）（於政府殺校時已停用）
- 神召會港澳區議會欣明幼稚園（1990年創辦）（位於欣明苑停車場地下）

### 小學
- 保良局陸慶濤小學（1988年創辦，將於2027年遷往安達臣道石礦場發展計劃用地）
- 樂善堂劉德學校 （页面存档备份，存于）（1989年創辦）

### 中學
- 迦密主恩中學（1987年創辦）
- 將軍澳官立中學（1988年創辦）
- 東華三院呂潤財紀念中學（1995年創辦）
- 仁濟醫院靚次伯紀念中學（1996年創辦）

### 綜合青少年服務中心
- 香港小童群益會將軍澳青少年綜合服務中心 （页面存档备份，存于）（位於寶林邨寶勤樓東座2樓）

### 地區青少年外展社會工作隊
- 香港青年協會西貢及黃大仙外展社會工作隊（位於寶林邨寶寧樓320-322室）

### 長者鄰舍中心
- 萬國宣道浸信會寶林浸信會白普理長者鄰舍中心 （页面存档备份，存于）（位於寶林邨寶泰樓地下B翼）

### 綜合家居照顧服務
- 救世軍西貢綜合家居照顧服務隊（位於寶林邨寶勤樓4樓）

### 護理安老宿位
- 救世軍寶林長者之家 （页面存档备份，存于）（位於寶林邨寶勤樓4樓）

### 教會
- 宣道會將軍澳堂
- 中聖教會
- 香港浸信宣道會聯會明道堂（1992年建堂[16]）
- 將軍澳崇真堂
- 萬國宣道浸信會寶林浸信會
- 基督徒信望愛堂寶林堂

### 其他社會服務機構
- 浸信宣道會明道堂附設白普理閱讀中心（1991年成立，位於寶林邨寶寧樓2樓201-203室[16]）
- 西貢文娛康樂促進會
- 香港家庭計劃指導會將軍澳婦女會
- 伸手助人協會寶林賽馬會老人之家（位於寶林邨寶智樓2-3樓）
- 香港童軍總會西貢區總部將軍澳區
- 中聖教會白普理社區服務中心
- 將軍澳少年警訊會所
- 基督教懷智服務處寶林中心/寶林宿舍
- 基督教靈實協會靈實寶林日間活動中心暨宿舍
- 基督教靈實協會靈實言語治療服務隊
- 基督教靈實協會靈實家庭生活教育組
- 基督教靈實協會靈實靈實梁烱初寶林早期教育及訓練中心
- 基督教靈實協會靈實靈實白普理寶林社區健康發展中心

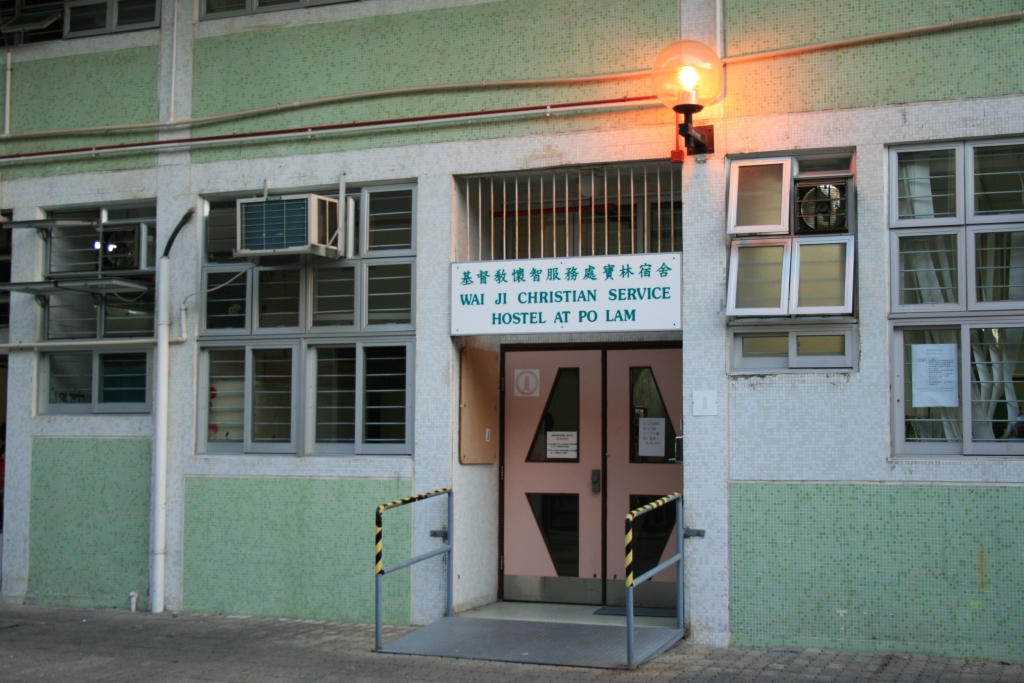
基督教懷智服務處寶林邨宿舍

## 著名舊住客
- 李逸朗：香港男藝人[17]
- 陳嘉寶：香港女藝人、演員
- 劉佩玥：無綫電視女藝人，演員
- 湯洛雯：無綫電視女藝人，演員
- 張文采：香港新聞從業員，前無綫新聞主播及記者
- 馬志豪：為前遵理學校通識科教師，桃色醜聞後離開教育界。

## 事件

### 床底藏屍案
2019年3月17日，一名本身為精神病患者的和已經離婚21年的50歲男子，在寶儉樓寓所內打死34歲同居女友，並把屍體藏於床下。警方在一日後晚上到被告暫住賓館「查牌」並拘捕被告。死者全身有101處傷勢，包括多條肋骨骨折。到2022年10月26日，由5女3男組成的陪審團退庭商議約5個半小時後，一致裁定被告謀殺罪成。高等法院法官陳仲衡在同年10月28日判處被告終身監禁。到2023年4月12日，庭上透露被告在殺人後手足無措。法官林嘉欣判被告監禁18個月，但考慮被告已遭判處終身，即使日後獲得假釋亦已年屆八旬，下令本案與謀殺案刑期同期執行。